# Ailanthus altissima
Vous lisez un « article de qualité » labellisé en 2020.
Ailante glanduleux
Espèce
Synonymes
- Ailanthus altissima f. erythrocarpa (Carrière) Rehder
- Ailanthus altissima var. erythrocarpa (Carrière) Rehder
- Ailanthus altissima  var. glutinosa V. L. G & F. B. N.
- Ailanthus altissima var. leucoxyla B. C. Ding & T. B. Chao
- Ailanthus altissima var. microphylla B. C. Ding & T. B. Chao
- Ailanthus altissima var. myriocephala B. C. Ding & T. B. Chao
- Ailanthus altissima var. ramosissima B. C. Ding & T. B. Chao
- Ailanthus altissima f. rubra (Dippel) Geerinck
- Ailanthus cacodendron (Ehrh.) Schinz & Thell.
- Ailanthus giraldii Dode
- Ailanthus giraldii var. duclouxii Dode
- Ailanthus glandulosa Desf.
- Ailanthus glandulosa var. erythocarpa (Carrière) Mouill.
- Ailanthus glandulosa var. spinosa Vilmorin & Bois
- Ailanthus guangxiensis S. L. Mo
- Ailanthus japonica Hort. ex K. Koch
- Ailanthus macrophylla hort.
- Ailanthus mascula hort.
- Ailanthus peregrina (Buc'hoz) F. A. Barkley
- Ailanthus procera Salisb.
- Ailanthus purpurascens hort.
- Ailanthus rhodoptera F. Müll.
- Ailanthus rubra hort.
- Ailanthus vilmoriniana Dode
- Ailanthus vilmoriniana var. henanensis Jian Y. Chen & L. Y. Jin
- Albonia peregrina Buc'hoz (synonyme ambigu)
- Choerospondias auriculata D. Chandra
- Pongelion cacodendron (Ehrh.) Farw.
- Pongelion glandulosum Pierre
- Pongelion vilmorinianum van Tiegh.
- Rhus cacodendron Ehrh.
- Rhus peregrina F. A. Barkley
- Rhus sinensis Houttuyn
- Toxicodendron altissimum Mill.[1]

Ailanthus altissima, en français Ailante glanduleux, Ailante, Faux vernis du Japon, Frêne puant ou Vernis de Chine, est une espèce de plantes à fleurs de la famille des Simaroubaceae. C'est un arbre à feuilles caduques. Il possède de grandes feuilles composées, une écorce lisse et grise et a pour fruits des samares. Il est natif à la fois du nord-est et du centre de la Chine et de Taïwan et présent davantage dans la forêt tempérée que dans la forêt subtropicale d’Extrême-Orient. Cette espèce pousse vite, elle est capable d'atteindre une hauteur de 15 mètres en 25 ans. Elle a une durée de vie courte et vit rarement plus de 50 ans, mais peut cependant poursuivre son existence bien au-delà grâce à son pouvoir drageonnant particulièrement développé.
L'Ailante glanduleux a été introduit, comme arbre d'ornement ou pour l'élevage du Bombyx de l'ailante pour la production de soie, dans la majeure partie des climats tempérés à subtropicaux, et il est considéré comme l'une des plantes les plus envahissantes au XXIe siècle en Australie, aux États-Unis, en Nouvelle-Zélande et dans plusieurs pays d'Europe méridionale et orientale.
Elle fait partie de la Listes d’espèces exotiques envahissantes interdites en France. Le fait de l'introduire volontairement dans le milieu naturel, de la transporter, la colporter, l'utiliser, la mettre en vente, la vendre ou l'acheter  est puni par la loi française de trois ans d'emprisonnement et de 150 000 € d'amende (article L 415-3 du code de l'environnement)

## Appellations
Ailanthus altissima est souvent simplement nommé en français « Ailante ». L'orthographe « Ailanthe », peut également être trouvée, mais l’origine de ce nom ne la justifie pas. Selon le code de la nomenclature, le « h » de son nom scientifique doit par contre être préservé pour respecter le choix de son auteur, même s'il n'a pas de fondement. L'arbre porte également d'autres noms communs en français et dans d'autres langues.

### En français
L'espèce est également appelée « Ailante glanduleux », « Faux vernis du Japon », « Frêne puant » ou encore « Vernis de Chine ». Le nom « Faux Vernis du Japon » est dû à la ressemblance de ses feuilles avec celles du « vrai » Vernis du Japon (Toxicodendron vernicifluum), et « Frêne puant » est justifié par sa relative ressemblance avec le frêne et son odeur nauséabonde.
Dans certaines régions du Sud de la France il est appelé "monte-aux-cieux", probablement en raison de son développement rapide et haut.

### En chinois
Dans le plus ancien dictionnaire chinois existant, Er ya, datant du IIIe siècle av. J.-C., l'Ailante glanduleux figure en deuxième position dans une liste d'arbres. Il est mentionné de nouveau dans un dictionnaire médical datant de la dynastie Tang, en 656 apr. J.-C.. Les deux le dénomment de façon différente et il y a toujours un débat dans la communauté chinoise sur le nom qui doit être utilisé. Le nom actuel, chouchun (chinois : 臭椿 ; pinyin : chòuchūn), signifie « cédrèle malodorante », pour le distinguer de Toona sinensis, nommé « cédrèle odorante » (chinois : 香椿 ; pinyin : xiàngchūn). Les personnes vivant près de la partie basse du fleuve Jaune le dénomment chunshu (chinois : 椿树 ; pinyin : chūnshù).

### Autres langues
Ailanthus altissima est nommé « Arbre du Paradis » dans plusieurs langues : en anglais : Tree-of-Heaven, en allemand Götterbaum (Arbre des dieux). En espagnol Arbol del cielo en portugais arvore-do-céu, et en flamand, hemelboom, il est appelé « arbre du ciel ». C'est une plante envahissante capable d'occuper le moindre espace laissé libre, ce qui lui vaut le surnom de ghetto palm tree, « palmier du ghetto », à Détroit, aux États-Unis.

## Taxonomie
Les premières descriptions scientifiques de l'Ailante glanduleux sont faites peu de temps après son introduction en Europe par le jésuite français Pierre Nicolas Le Chéron d'Incarville. D'Incarville envoie des graines de cette espèce depuis Pékin via la Sibérie à son ami botaniste Bernard de Jussieu à partir de 1743. D'Incarville pense alors que les graines envoyées provenaient d'une espèce d'arbre importante économiquement et à l'allure similaire, Toxicodendron vernicifluum, qu'il avait pu observer dans la région du bas Yangzi, plutôt qu'à l'Ailante glanduleux. D'Incarville joint une note en ce sens, causant beaucoup de confusion taxonomique au cours des décennies suivantes. Quelques-unes de ces graines sont semées en France en 1743, puis les années suivantes alors que d'autres lots sont expédiés en 1751 à Philip Miller, le directeur général du jardin botanique de Chelsea et à Philip C. Webb, le propriétaire d'un jardin de plantes exotiques à Busbridge, en Angleterre.
La confusion dans la dénomination commence quand l'arbre est décrit par les trois hommes avec trois noms différents. À Paris, alors qu'il est appelé communément « Grand vernis du Japon », Carl von Linné lui donne le nom de Rhus succedanea (Rhus succedanea L. étant considéré depuis comme synonyme de Toxicodendron succedaneum, une autre espèce). À Londres, Miller nomme ses spécimens Toxicodendron altissima et à Busbridge un ancien système de classification choisi Rhus Sinese foliis alatis. Des documents, à partir des années 1750, montrent les différends entre Philip Miller et John Ellis, conservateur du jardin de Webb à Busbridge, sur le nom approprié. Avant que la question ne soit réglée, d'autres noms apparaissent rapidement pour la plante : ainsi Jakob Friedrich Ehrhart observe un spécimen à Utrecht en 1782 et lui donne le nom de Rhus cacodendron.
La lumière est faite sur le statut taxonomique d'A. altissima en 1788 lorsque René Desfontaines observe les samares des spécimens de Paris qui sont encore marqués Rhus succedanea. Il en vient à la conclusion que le plant n'est pas un sumac. Il publie un article avec une description illustrée et lui donne le nom de Ailanthus glandulosa, le plaçant dans le même genre que les espèces tropicales alors connues sous le nom d’A. integrifolia (maintenant Ailanthus triphysa). Le nom est dérivé du mot de la langue de l'île d'Ambon Ailanto signifiant « arbre qui monte vers le ciel »,. L'épithète spécifique glandulosa, faisant référence aux glandes présentes sur les feuilles, persiste jusqu'en 1957 mais est finalement invalidée plus tard par un homonyme. La combinaison actuelle est due à Walter T. Swingle, un employé de l’United States Department of Plant Industry. Ce dernier transfère l'espèce Toxicodendron altissima, décrite par Miller, dans le genre de Desfontaines, créant ainsi le nom accepté de Ailanthus altissima. Altissima signifie en latin « le plus haut » et fait référence à la taille que l'arbre peut atteindre. La plante est parfois incorrectement citée avec l'épithète spécifique au masculin (glandulosus ou altissimus), usage incorrect en botanique, comme en latin classique, la plupart des noms d'arbres étant féminins.
Deux variétés d’A. altissima sont reconnues à côté de la variété type :
- Ailanthus altissima var. sutchuanensis (Dode) Rehd. & Wils., 1917 (Synonyme : Ailanthus sutchuanensis Dode), originaire de Chine et du Vietnam ;
- Ailanthus altissima var. tanakai (Hayata) Kanehira & Sasaki, 1936 (Synonyme : Ailanthus glandulosa var. tanakai Hayata)[1] qui est endémique des hauts-plateaux du nord de Taïwan. Il diffère de la première variété par son écorce jaunâtre, ses feuilles pennées impaires plus courtes, faisant en moyenne de 45 à 60 cm de longueur avec seulement 13 à 25 folioles en forme de faux[13],[14],[15].

Paradoxalement, cette dernière variété est classée « en danger » (EN) sur la Liste rouge de l'UICN des espèces menacées en raison de la perte de son habitat transformé en chantiers de construction et en plantations industrielles.

## Description

### Appareil végétatif
A. altissima est un arbre de taille moyenne qui atteint une hauteur de 17 à 27 mètres avec un diamètre à hauteur de poitrine d'homme d'environ 1 mètre. L'écorce est lisse, gris clair, devenant souvent un peu plus rêche avec les fissures de couleur ocre pâle lorsque l'arbre vieillit. Les rameaux, robustes, lisses à légèrement pubescents, sont rougeâtres ou marron. Ils portent des lenticelles ainsi que des cicatrices foliaires (cicatrices laissées sur le rameau après la chute des feuilles) en forme de cœur. Les bourgeons sont finement pubescents, en forme de dôme, et partiellement cachés derrière le pétiole, mais ils sont bien visibles pendant la période de dormance au-dessus des cicatrices foliaires. Les branches sont gris pâle à gris foncé, lisses, brillantes et portent des lenticelles boursouflées qui se transforment en fissures avec l'âge. Les extrémités des branches sont pendantes. Toutes les parties de la plante dégagent une odeur forte qui est souvent comparée à celle du tabac ou bien d'arachides, ou de noix de cajou, pourries.
Les feuilles sont caduques, grandes, alternes, imparipennées, d'odeur désagréable au froissement. Elles mesurent de 30 à 90 cm de longueur et portent de 11 à 41 folioles disposées par paires, les plus grandes feuilles se trouvant sur les jeunes pousses les plus vigoureuses. Le pétiole est vert clair à rougeâtre avec une base renflée. Les folioles sont lancéolées, à bords lisses, un peu asymétriques et parfois ne sont pas directement en face les unes des autres. Elles mesurent de 5 à 18 cm de long et 2,5 à 5 cm de large. Elles ont une extrémité effilée tandis que la base porte de deux à quatre dents, chacune d'entre elles ayant une ou plusieurs glandes à son extrémité. La face supérieure est vert foncé avec des nervures plus claires, tandis que la face inférieure est d'un vert plus blanchâtre. Les pétioles font de 5 à 12 mm de long. Les lobes des bases et les glandes le distinguent de certaines espèces assez similaires de sumacs.

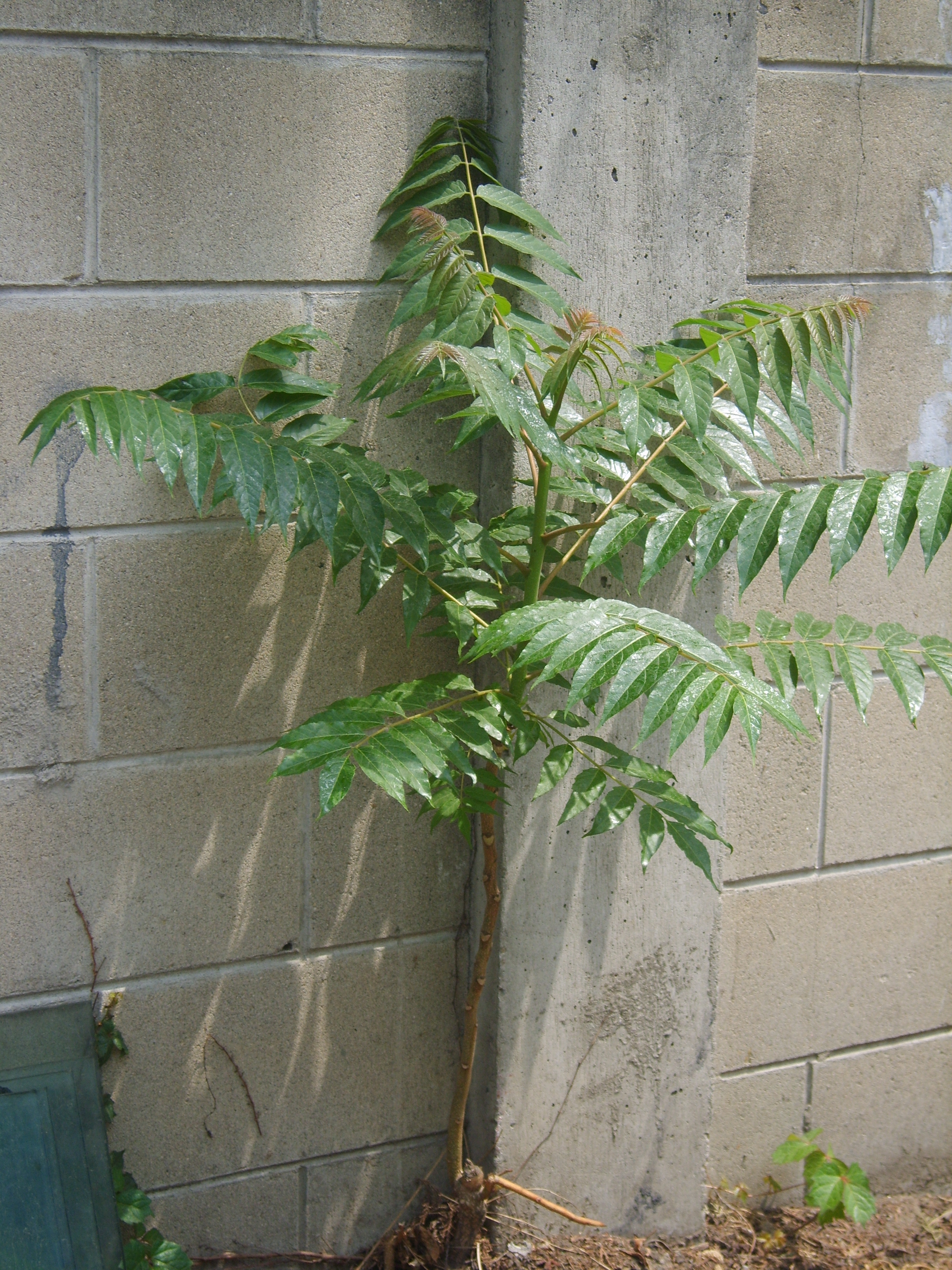
Arbre jeune.
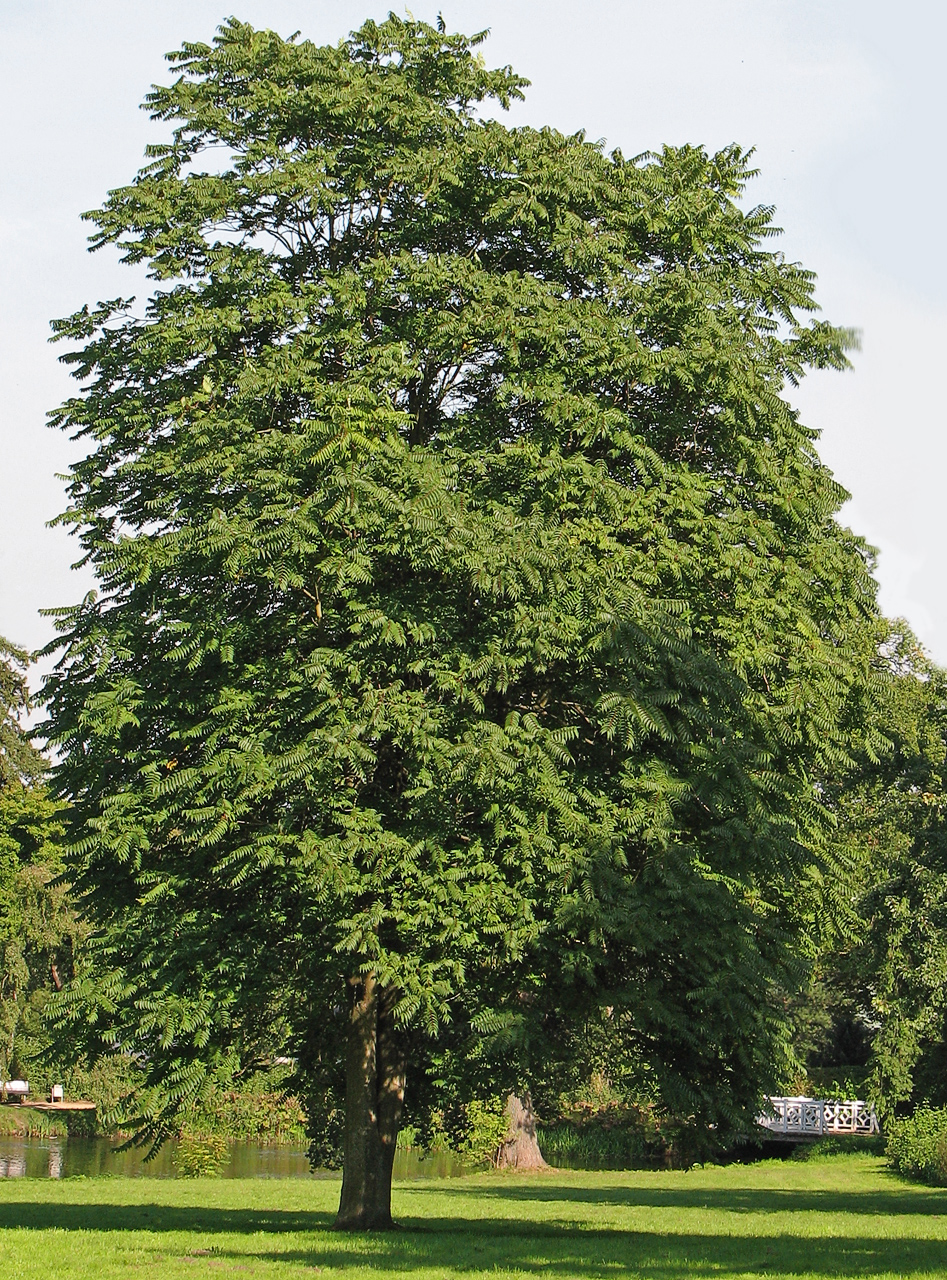
Arbre adulte.
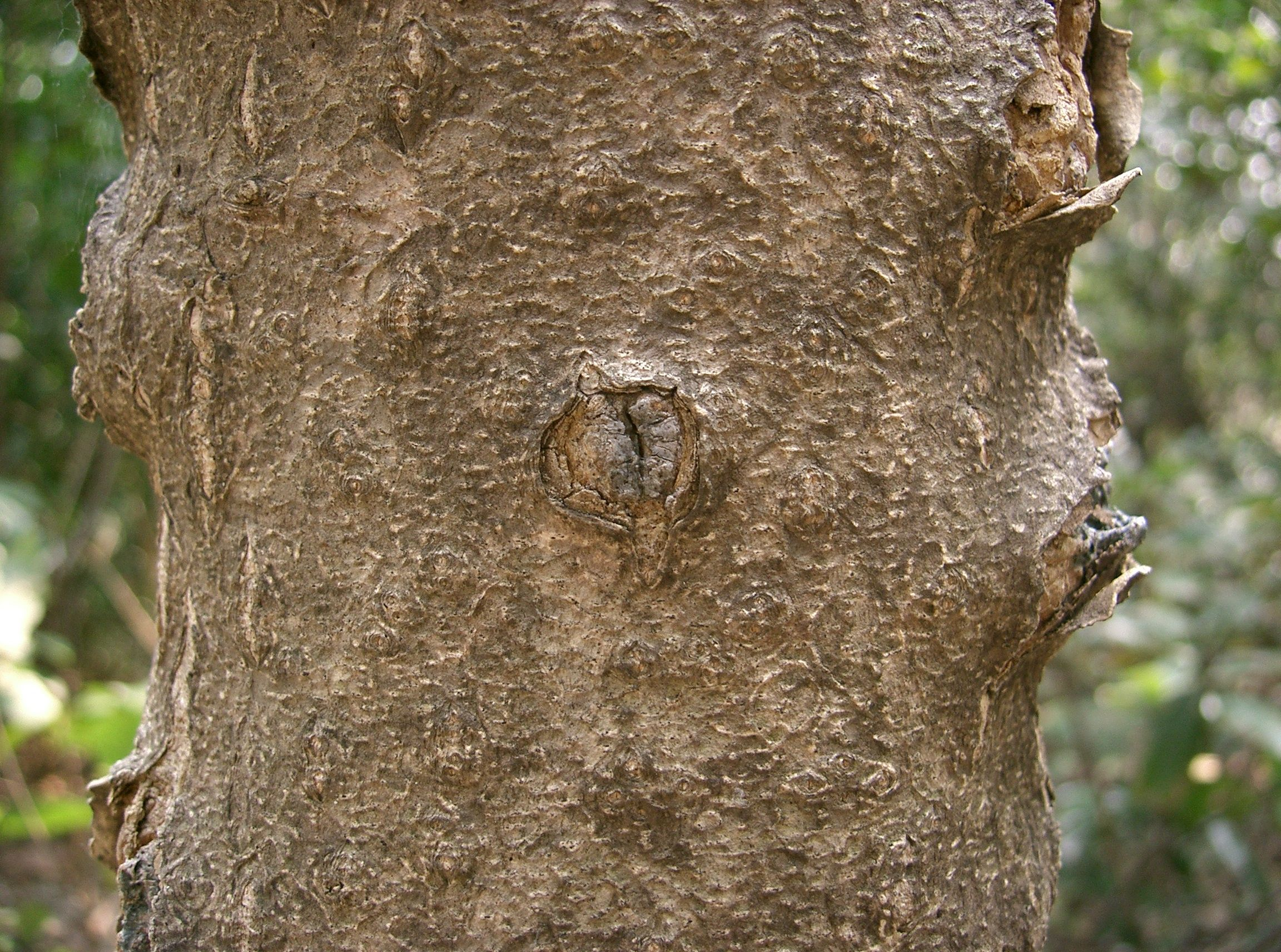
Tronc.
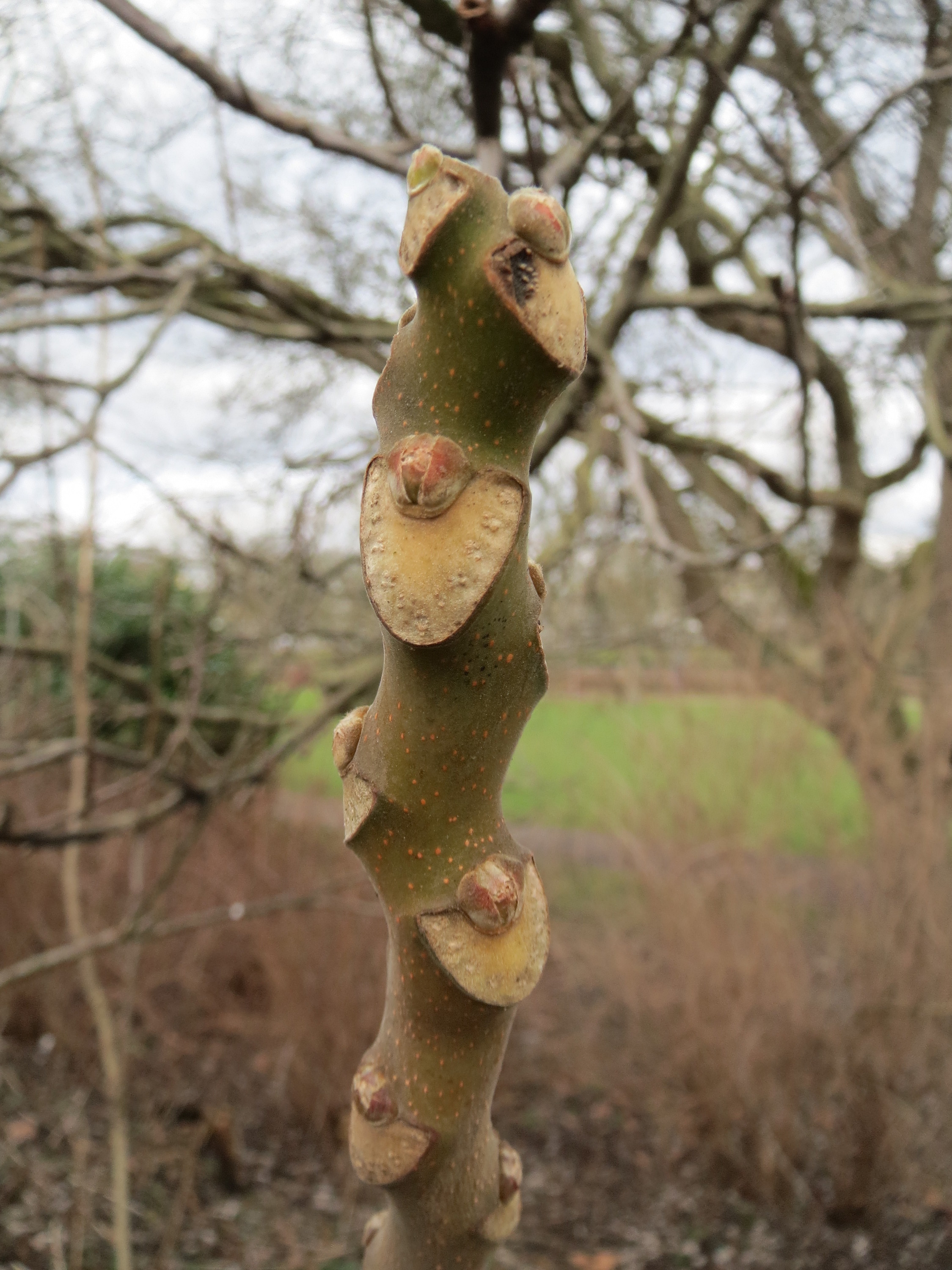
Branchette en hiver.
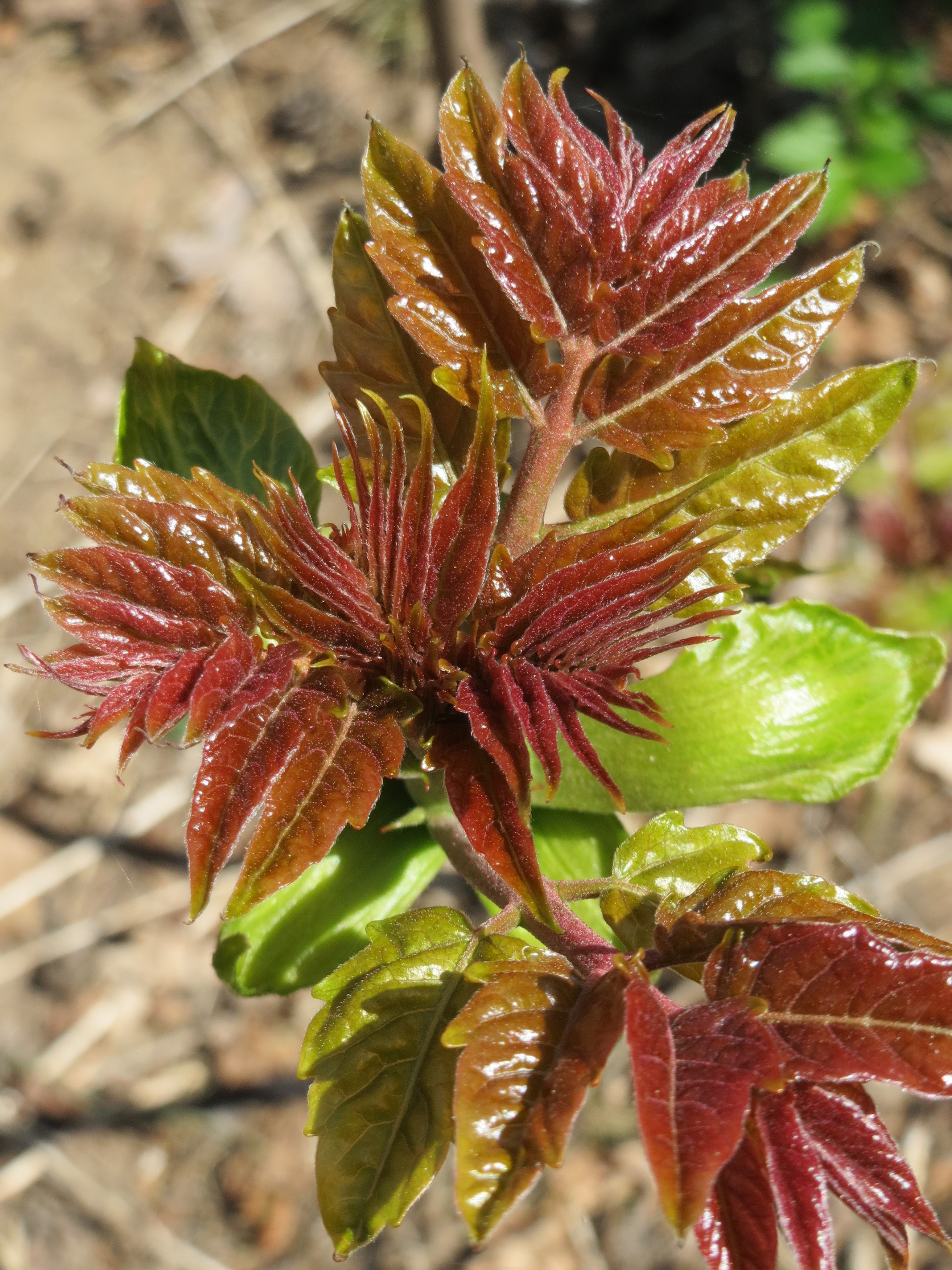
Jeunes pousses.
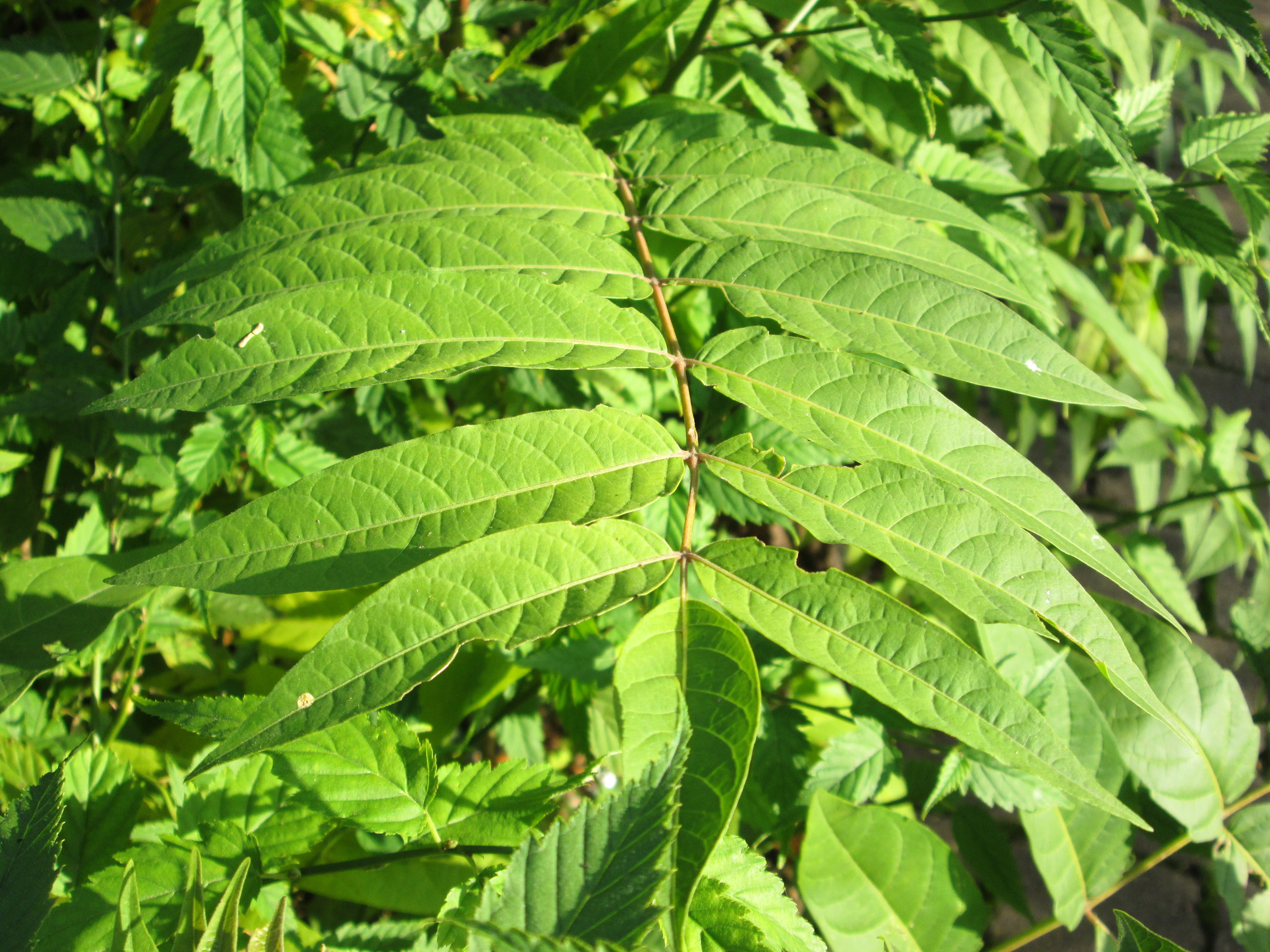
Feuille.

### Appareil reproducteur

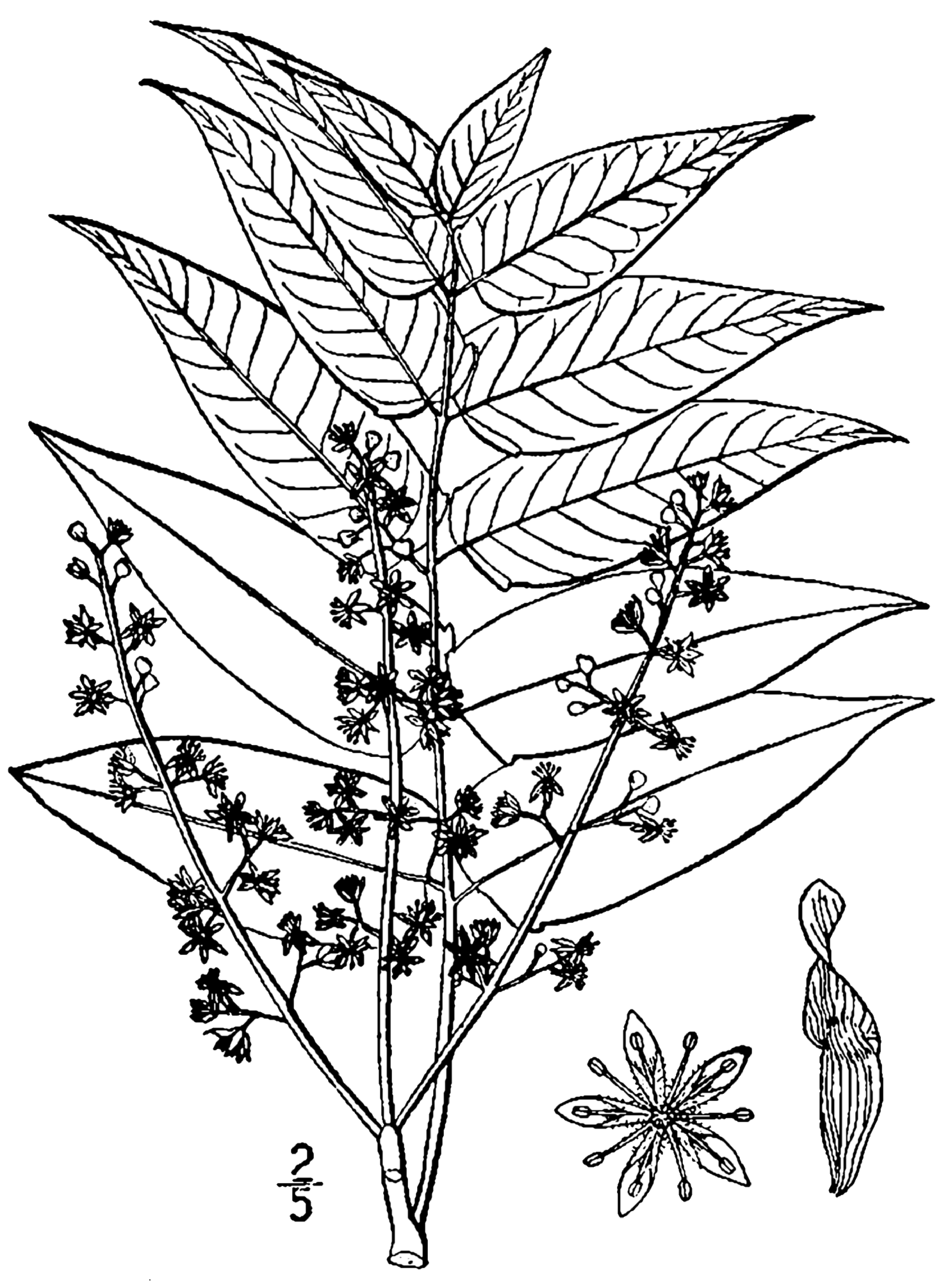
Planche des feuilles, fleurs et samares selon Britton et Brown's dans Illustrated flora of the northern states and Canada (1913).

Les fleurs sont petites et groupées en grandes panicules pouvant atteindre jusqu'à 50 cm de longueur situées à l'extrémité des nouvelles pousses. Les fleurs sont d'un vert jaunâtre à rougeâtre, chacune ayant cinq pétales et sépales,. Les sépales sont en forme de coupe, lobés et soudés tandis que les pétales sont jointifs (leurs bords se touchent sans se chevaucher), blancs et velus à l'intérieur,,. Les fleurs apparaissent de la mi-avril dans le sud de son aire de répartition jusqu'en juillet dans le Nord. A. altissima est le plus souvent un arbre dioïque, les fleurs mâles et femelles étant portées par des arbres différents. Les arbres mâles produisent trois à quatre fois plus de fleurs que les femelles, ce qui les rend plus attractifs. Mais les plants mâles émettent une odeur nauséabonde plus forte lorsqu'ils sont en fleurs, attirant ainsi davantage les insectes pollinisateurs. Les fleurs femelles possèdent dix (ou plus rarement cinq) étamines stériles (staminodes) à anthères en forme de cœur. Le pistil est composé de cinq carpelles libres (c'est-à-dire qu'ils ne sont pas fusionnés), contenant chacun un seul ovule. Leurs styles sont unis et minces avec des stigmates en forme d'étoile,. Les fleurs mâles sont semblables en apparence, mais elles sont dépourvues de pistil et leurs étamines sont fonctionnelles, chacune d'entre elles étant surmontée d'une anthère globuleuse et d'un disque vert porteur de glandes. Les graines ovoïdes, portées par les arbres femelles, font 5 mm de diamètre et sont encapsulées individuellement dans une samare qui mesure 2,5 cm de long et 1 cm de large, brune ou rougeâtre, bien visible en juillet-août et persistant le plus souvent sur l'arbre jusqu'au printemps suivant. La samare est tordue à l'extrémité ce qui en fait une vrille lorsqu'elle tombe ce qui aide à sa dispersion par le vent,. Les arbres femelles peuvent produire d'énormes quantités de graines, normalement environ 30 000 par kilogramme d'arbre.

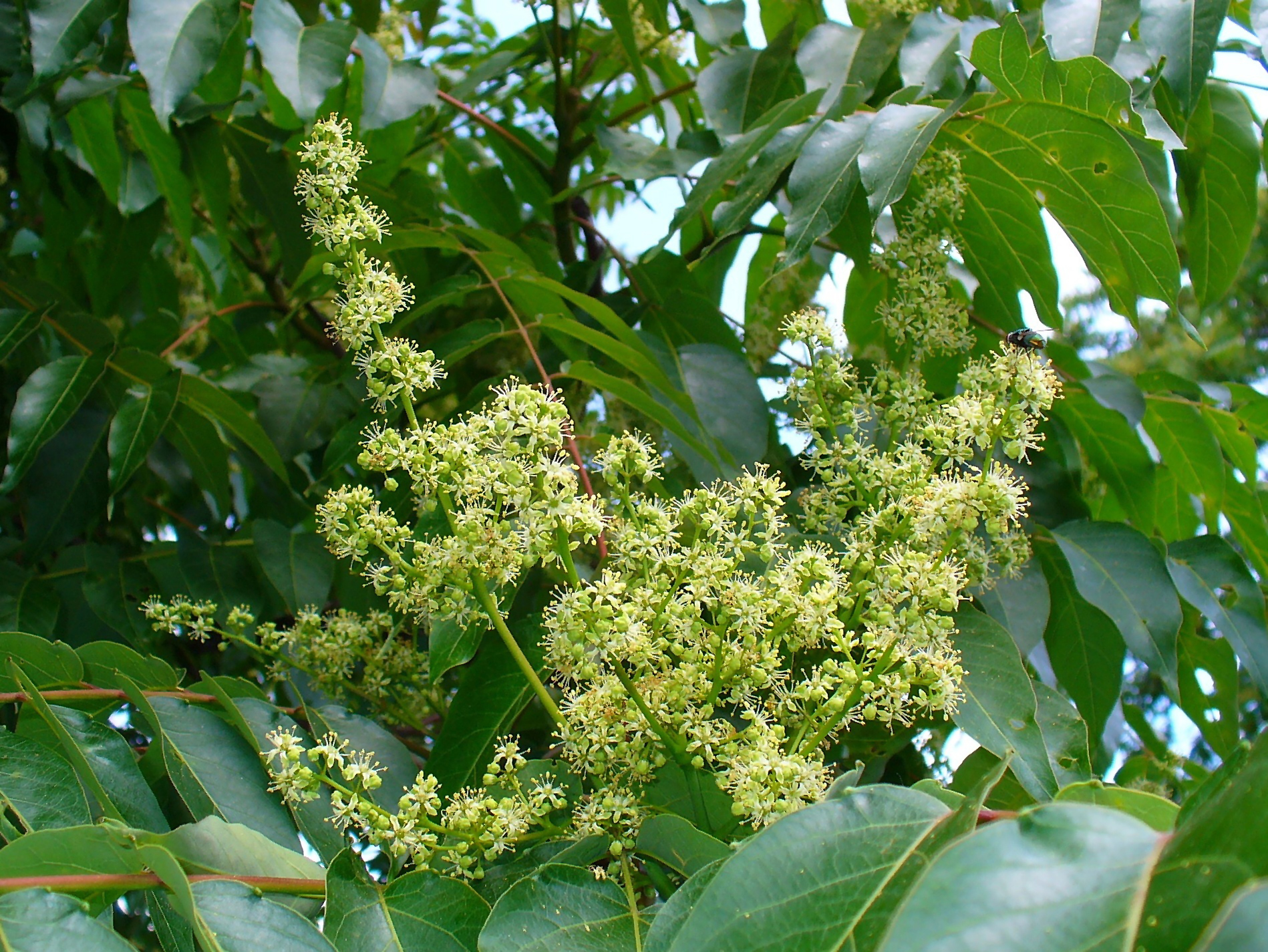
Fleurs.
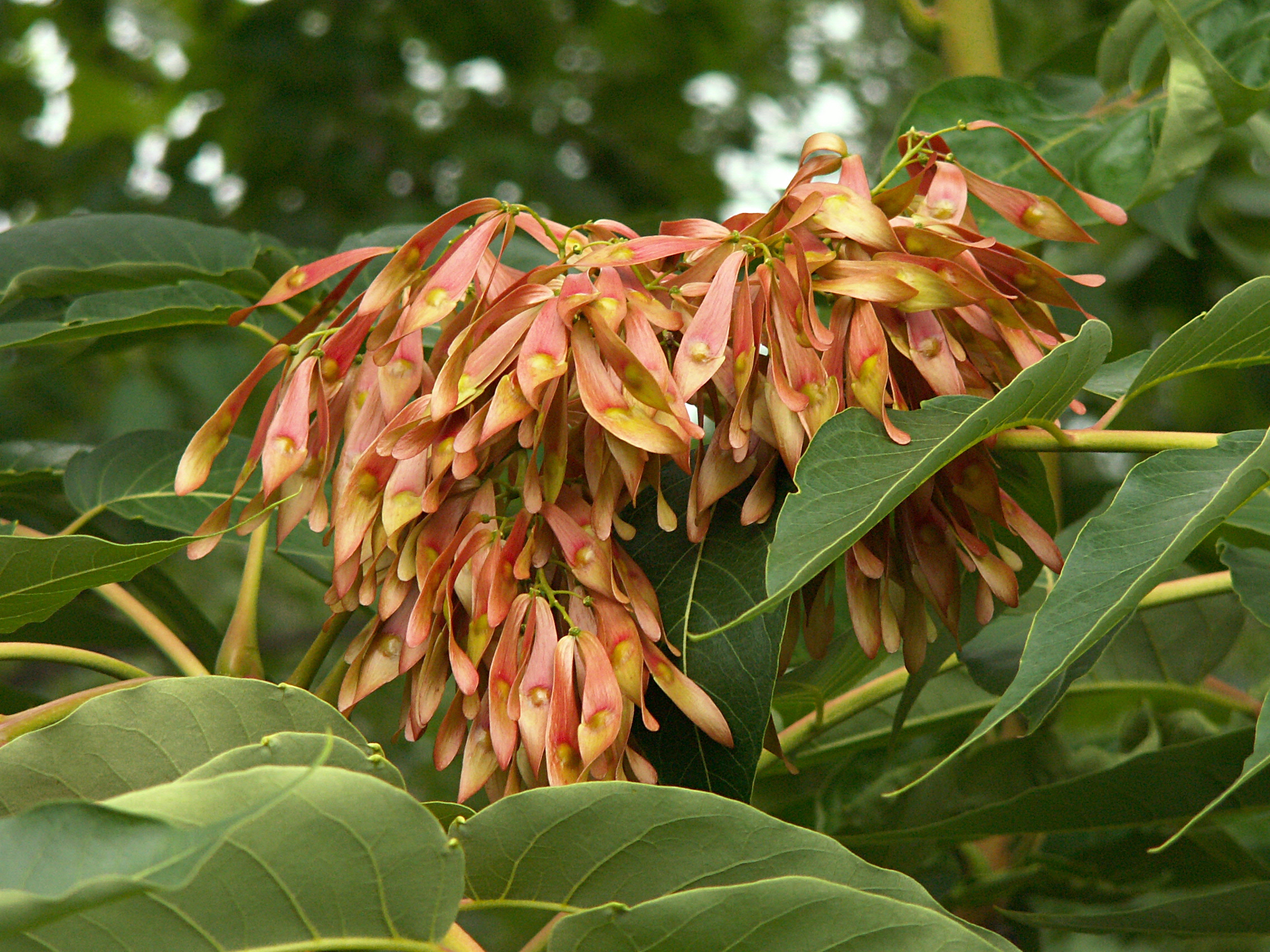
Fruits.
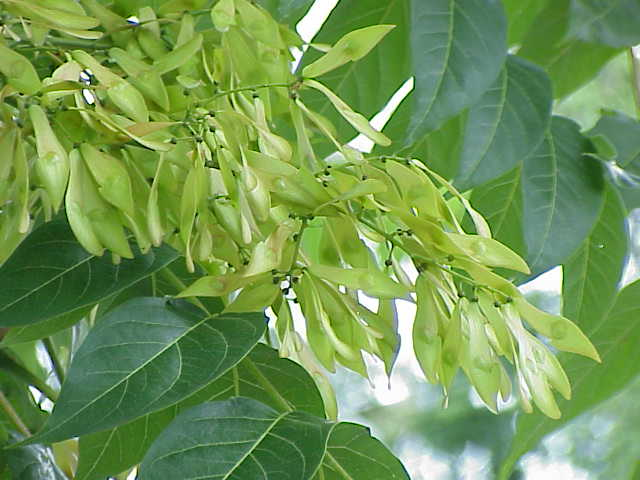
Graines immatures sur un arbre femelle.

### Confusions fréquentes

#### Sumac vinaigrier
L'Ailante glanduleux est souvent confondu avec le Sumac vinaigrier (Rhus typhina),,,, surtout quand les arbres sont jeunes, car leurs feuillages sont très semblables et ce sont des plantes envahissantes qui colonisent toutes deux les talus et bords de routes. En revanche, le bord des folioles du Sumac est dentelé ; un Sumac adulte ne dépasse guère cinq mètres, tandis que l'Ailante peut mesurer plus de vingt mètres de hauteur ; leurs fructifications sont aussi bien différentes. Cette confusion entre les deux espèces a pu faire accuser à tort l'Ailante glanduleux d'être toxique.

Comparaison entre l'Ailante glanduleux et le Sumac vinaigrier
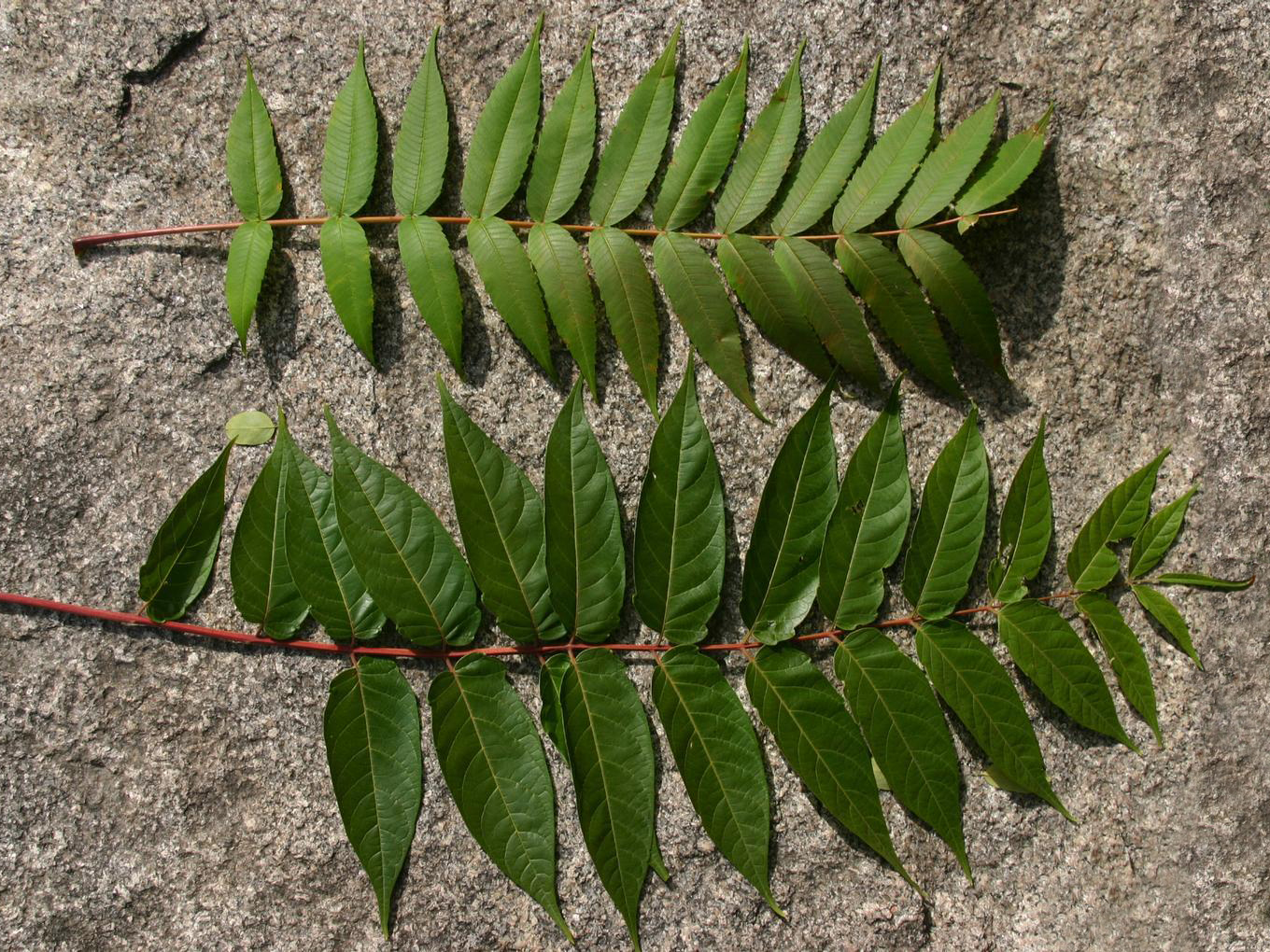
Feuille du Sumac vinaigrier (en haut) et de l'Ailante glanduleux (en bas).
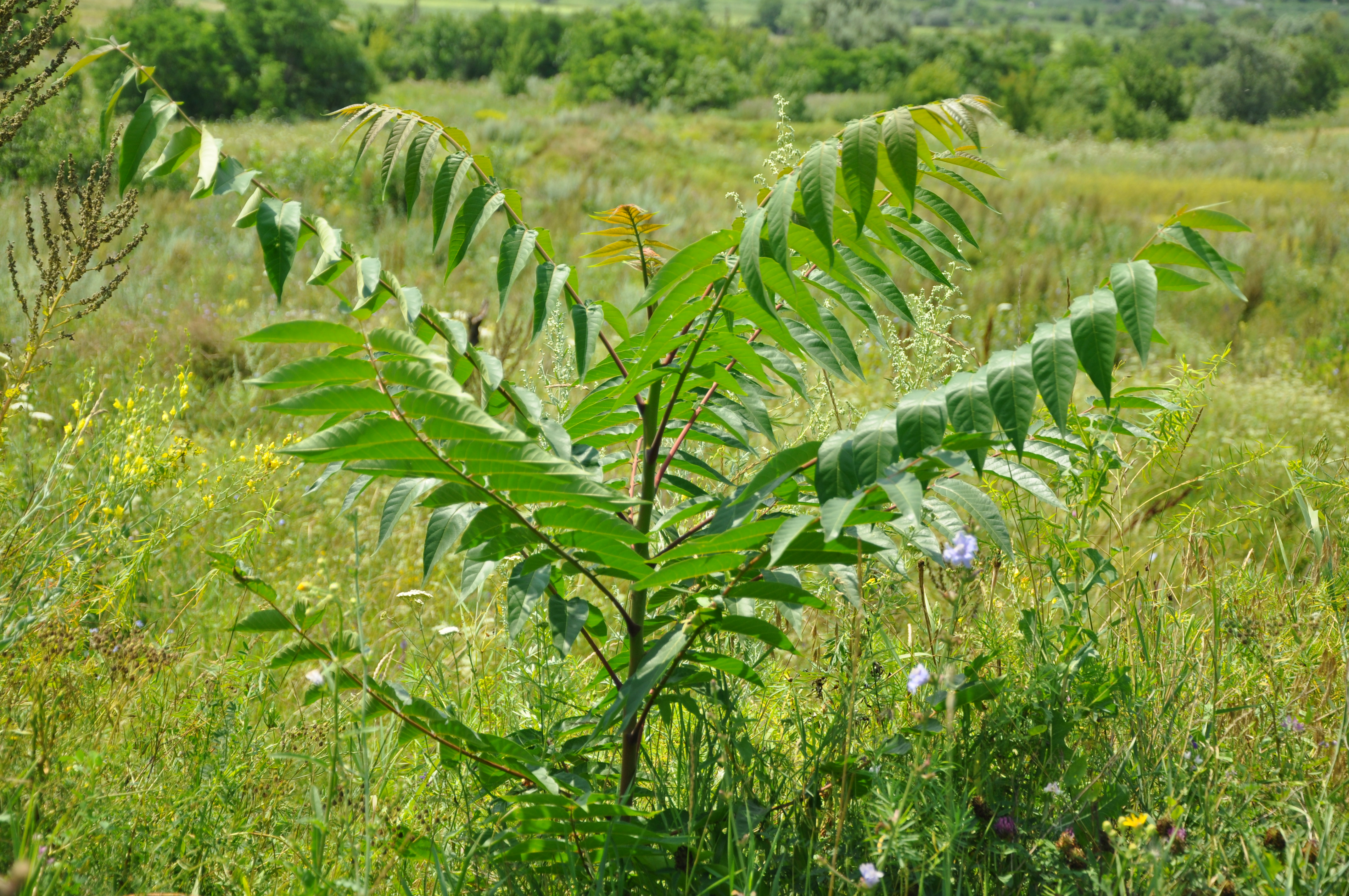
Jeune Ailante glanduleux.
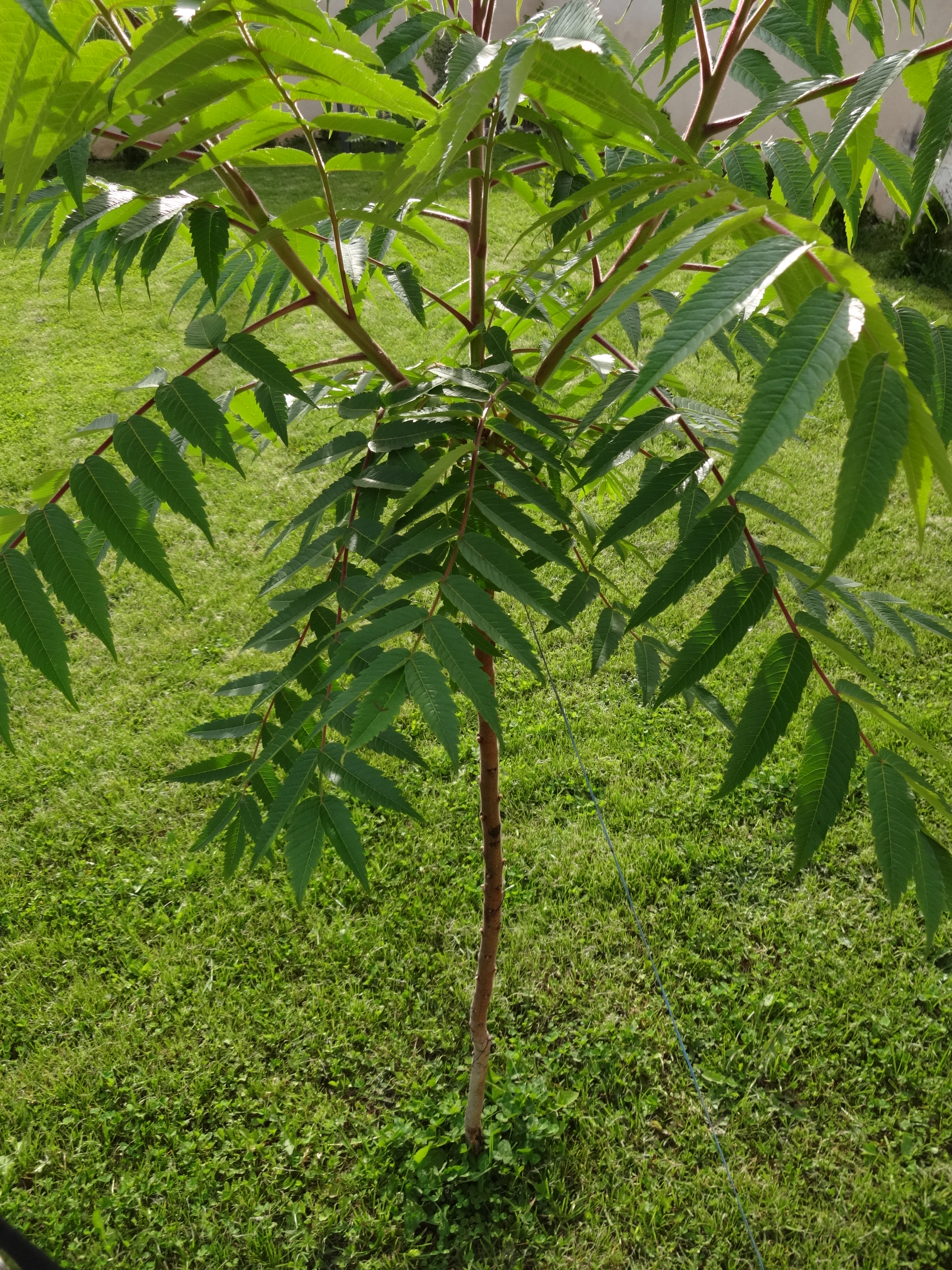
Jeune Sumac vinaigrier.
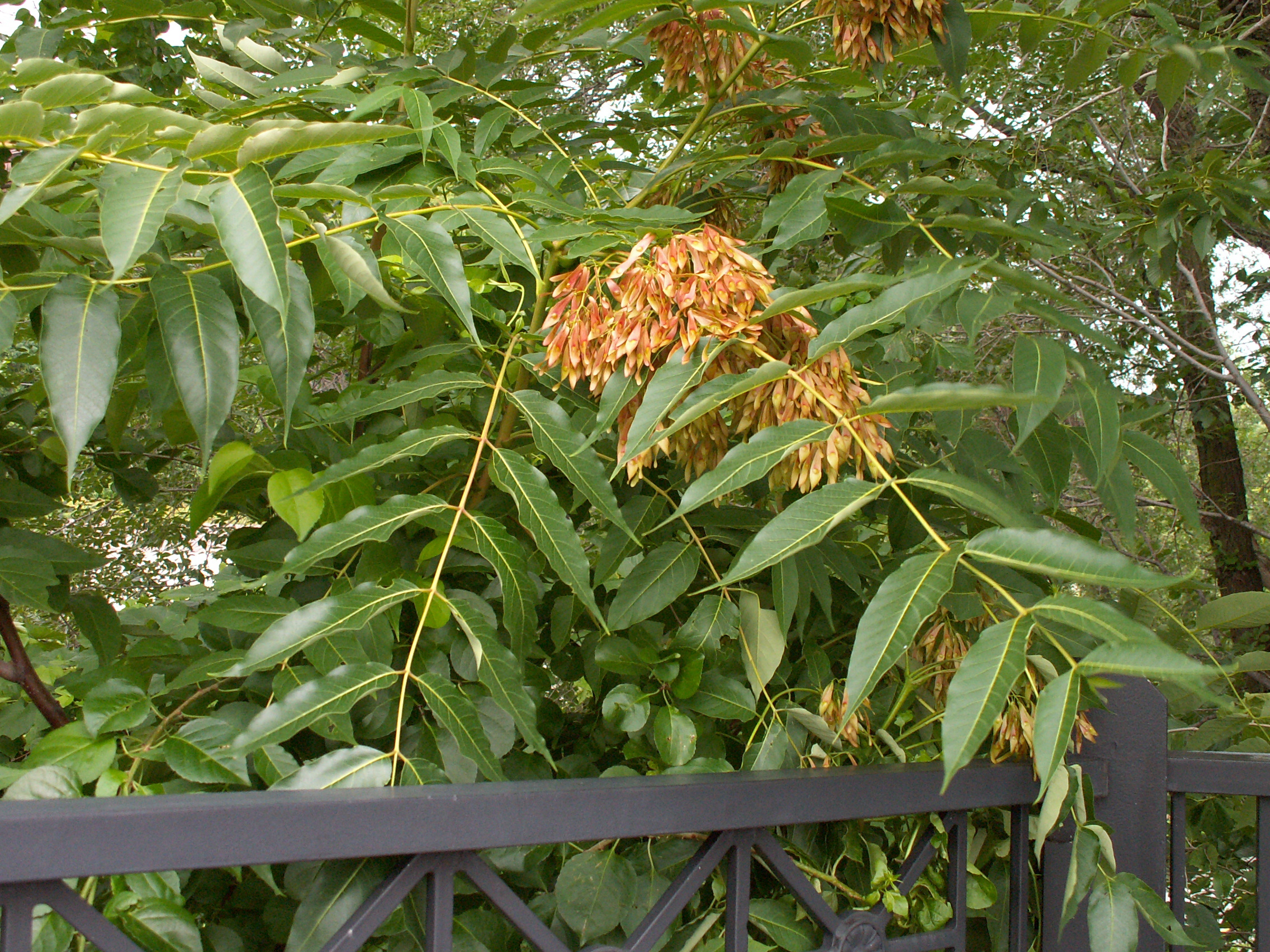
Ailante glanduleux en fruits.
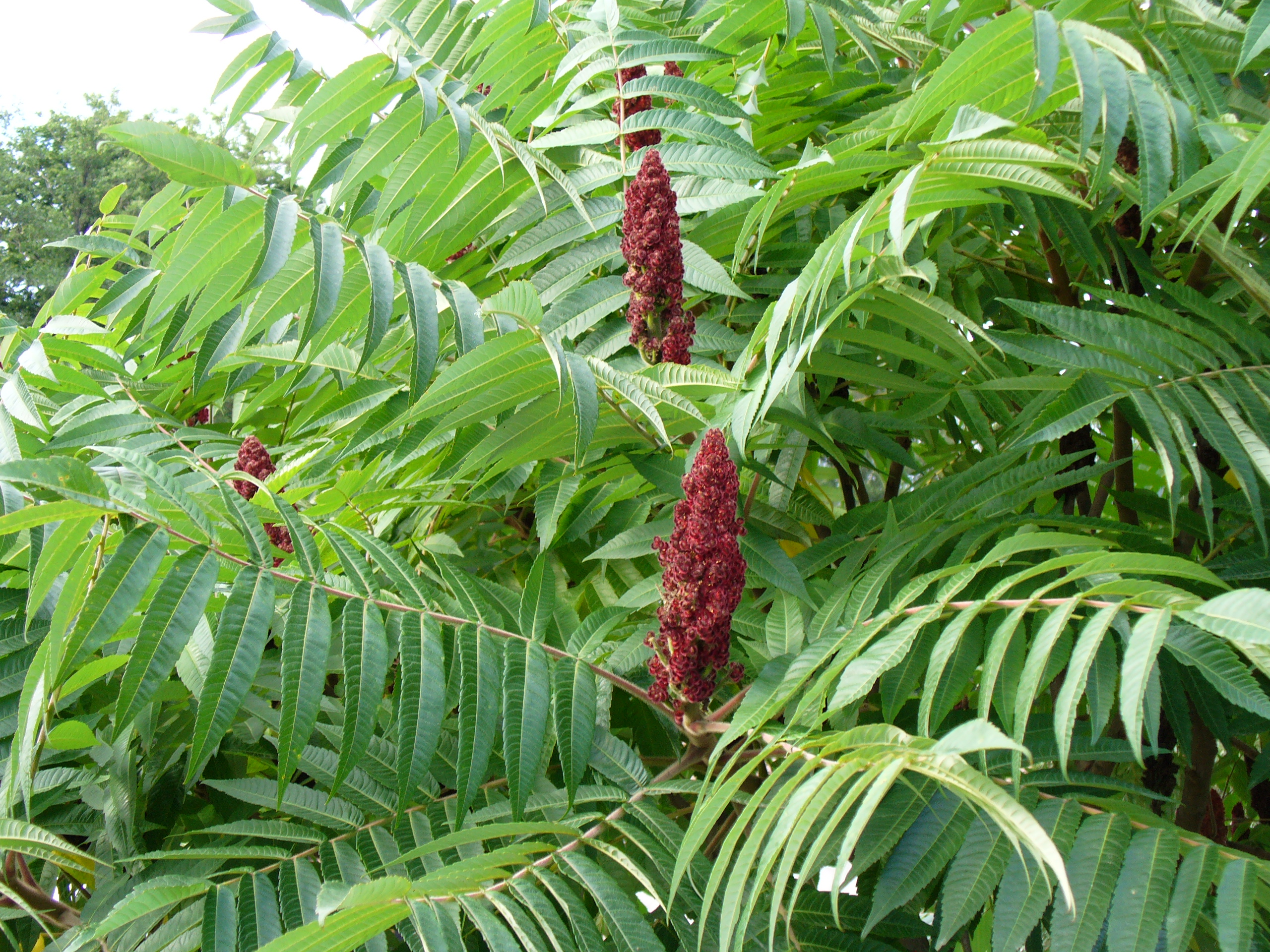
Sumac vinaigrier en fruits.

#### Autres espèces
Une confusion est également possible avec l'Acajou de Chine (Toona sinensis), dont l'écorce est rugueuse une fois le tronc assez développé et les feuilles une odeur d'oignon, mais aussi avec le Vernis du Japon (Toxicodendron vernicifluum), ou encore certains jeunes noyers comme le Noyer noir (Juglans nigra), le Noyer cendré (Juglans cinerea) et le Noyer du Japon (Juglans ailantifolia). Ces espèces appartenant à des familles différentes se trouvent assez fréquemment plantées comme arbres d'ornement dans les pays tempérés, et sont parfois naturalisées. Parmi les espèces indigènes en Europe, l'Ailante glanduleux peut être confondu dans une moindre mesure avec le Frêne élevé (Fraxinus excelsior), qui se distingue par ses bourgeons noirs et ses feuilles imparipennées à 6 paires de folioles au maximum.

## Biologie

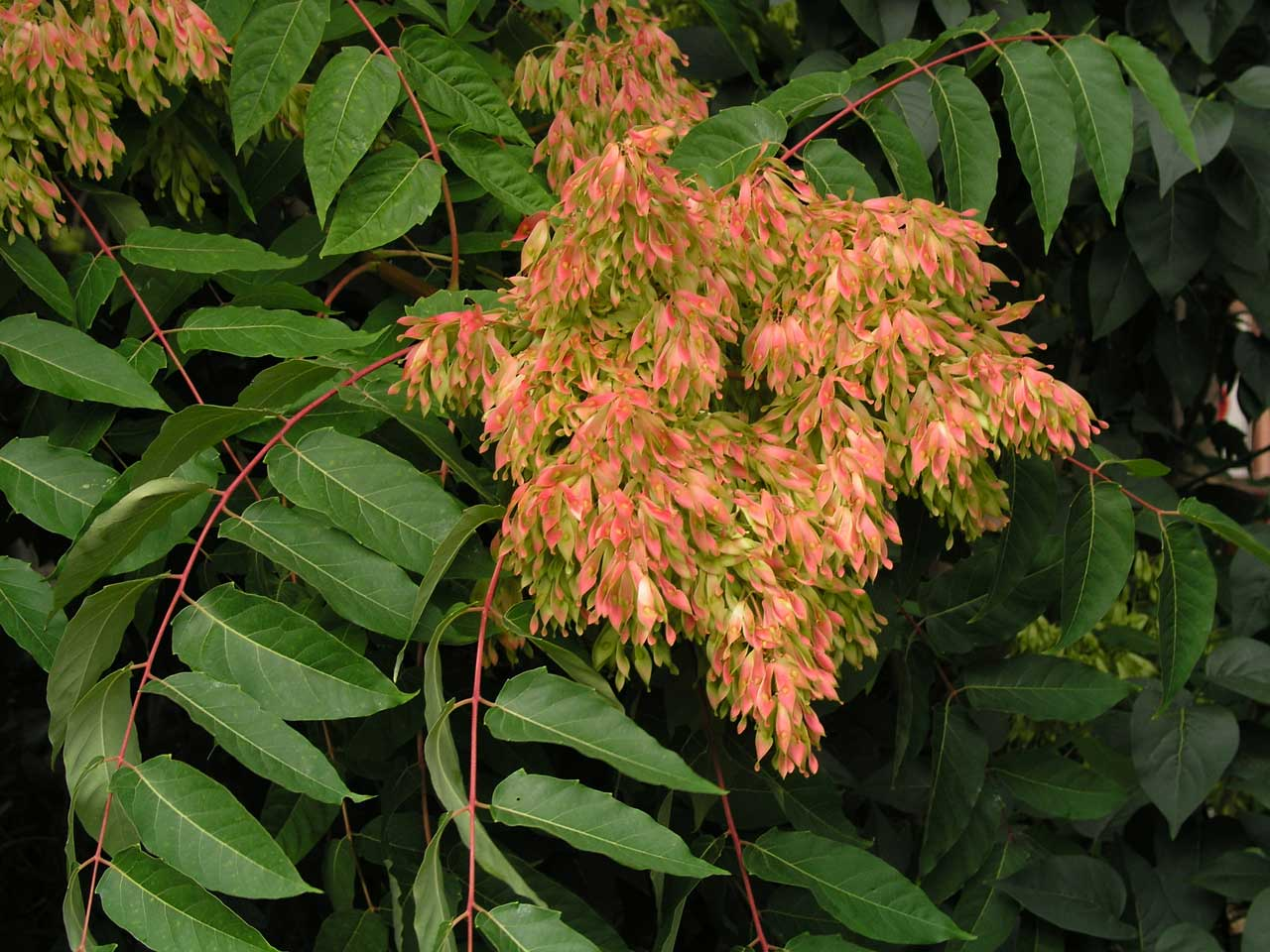
Plant femelle possédant un grand nombre de graines (Valladolid, Espagne).

Cet Ailanthus se propage activement à la fois par graines, par tronçons de racines et par drageons, ceux-ci poussant rapidement après que l'arbre a été coupé. Il est souvent considéré comme un arbre ne supportant pas l'ombre et ne pouvant pas entrer en concurrence avec d'autres espèces en cas de faible luminosité. S'il apparaît cependant parfois dans de telles situations, c'est plutôt parce qu'il était présent au moment où les autres plants ont été mis en place. Toutefois, lors d'une étude dans une forêt de vieux peuplements de pruches à New York, les recherches ont montré qu’Ailanthus était capable de concurrencer avec succès les espèces indigènes dans les trouées qui recevaient seulement 2 à 15 % du plein soleil. La même étude a caractérisé l'arbre en utilisant le terme de gap-obligate ce qui signifie que, pour atteindre le couvert forestier, il se développe rapidement sur une très courte période. C'est un arbre qui a une durée de vie courte, dépassant rarement 50 ans (il peut cependant poursuivre son existence bien au-delà grâce à son pouvoir drageonnant particulièrement développé). Ailanthus altissima est parmi les arbres les plus tolérants à la pollution, supportant par exemple les vapeurs de dioxyde de soufre qu'il absorbe dans ses feuilles. Il résiste à la poussière de ciment et aux fumées provenant de l'exploitation du goudron de houille et supporte assez bien l'exposition à l'ozone. Des concentrations élevées en mercure ont été relevées dans les tissus de la plante.
L'espèce a été utilisée pour reboiser des zones de drainage minier acide, car elle tolère des pH aussi bas que 4,1 (environ celui du jus de tomate). Elle peut supporter des teneurs très faibles en phosphore et un niveau élevé de salinité. Elle est tolérante à la sécheresse en raison de son aptitude à stocker de l'eau dans son système radiculaire, et peut donc être implantée fréquemment dans les zones où seulement quelques espèces d'arbres peuvent survivre.

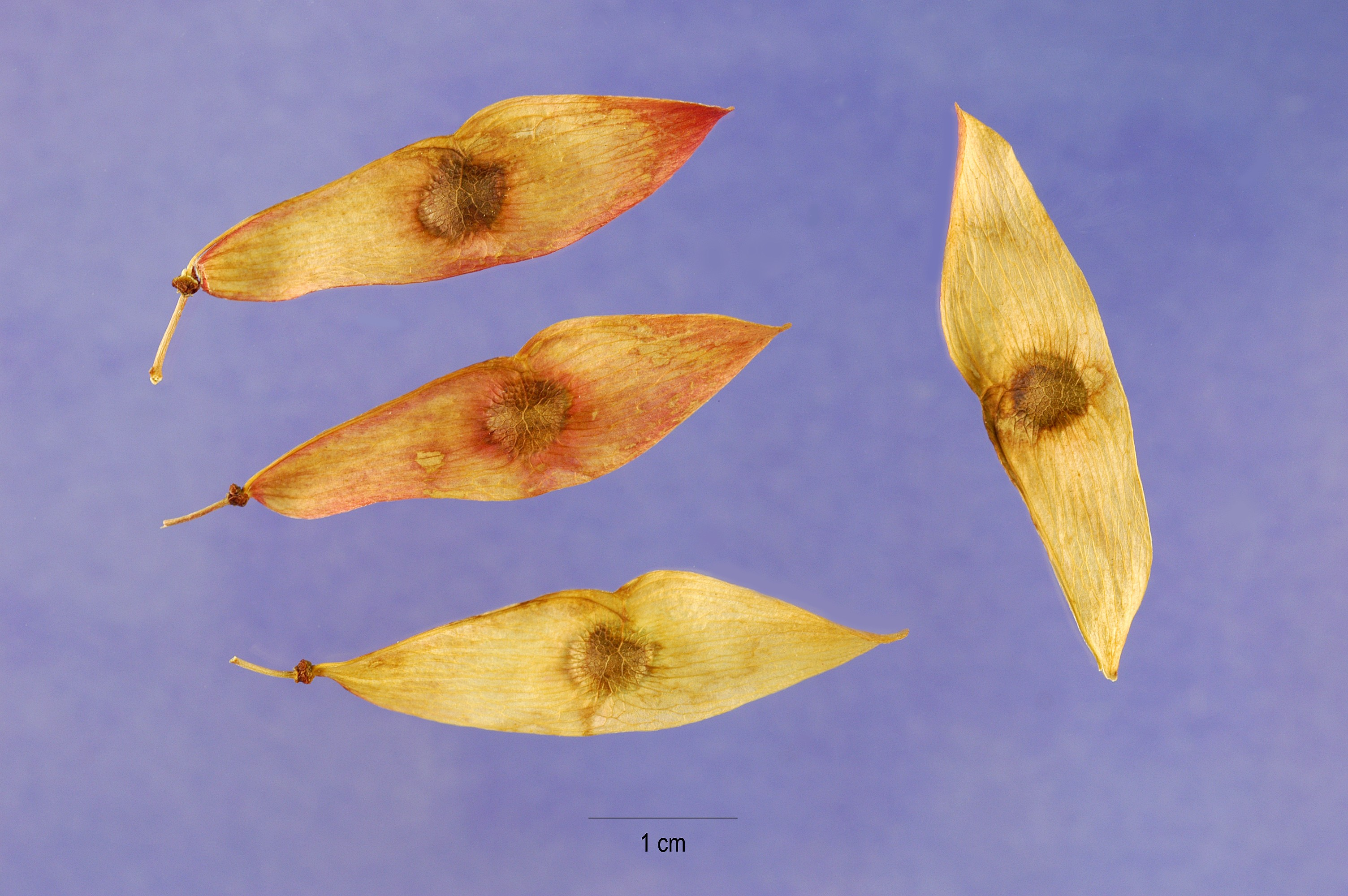
Samares.

A. altissima produit une substance chimique allélopathique appelée ailanthone qui inhibe la croissance de nombreuses autres plantes. La concentration en cet inhibiteur est la plus forte dans l'écorce et les racines, mais l'ailanthone est aussi présente dans les feuilles, le bois et les graines de la plante. Une étude a montré qu'un extrait brut d'écorce de racines inhibait la germination de 50 % d'un échantillon de cresson (Lepidium sativum). La même étude a testé l'extrait comme herbicide sur du cresson, de l'Amarante réfléchie (Amaranthus retroflexus), l'Abutilon d'Avicenne (Abutilon theophrasti), la Sétaire glauque (Setaria glauca), le Panic pied-de-coq (Echinochloa crus-galli), le pois (Pisum sativum var. Sugar Snap) et le maïs (Zea mays var. Silver Queen). Il s'est avéré capable de tuer près de 100 % des semis à l'exception de ceux de l'Abutilon qui ont montré une certaine résistance. Une autre expérience a montré qu'un extrait aqueux de cette substance chimique était soit mortel, soit très préjudiciable pour onze espèces de feuillus et 34 de conifères d'Amérique du Nord, seul le Frêne blanc (Fraxinus americana) n'étant pas affecté. Le produit, cependant, n'affecte pas les semis d’Ailanthus, ce qui prouve que A. altissima possède un mécanisme de défense pour empêcher une autotoxicité. La résistance de différentes espèces végétales augmente avec l'exposition, les populations sans exposition antérieure étant plus sensibles, et les graines produites par des plantes qui ont déjà été exposées à l'Ailante glanduleux sont plus résistantes que leurs homologues non exposées.
A. altissima est un arbre à croissance très rapide et c'est peut-être l'arbre à la croissance la plus rapide d'Amérique du Nord. Une croissance de un à deux mètres par an pendant les quatre premières années est normale. L'ombre entrave considérablement son taux de croissance. Les arbres plus âgés, même s'ils croissent beaucoup plus lentement, continuent de le faire plus rapidement que nombre d'autres espèces. Des études ont démontré que les arbres de Californie grandissaient plus rapidement que leurs homologues de la côte Est et que les arbres d'Amérique en général grandissaient plus vite que ceux de Chine.

## Écologie
Cet arbre se rencontre fréquemment sur des sols plutôt secs de l’étage collinéen (altitude inférieure à 1 000 m), mais il trouve toutefois son optimum de développement sur des sols plutôt riches en bases et en azote avec un pH neutre à légèrement acide. Il se rencontre soit en milieux naturels tels que les ripisylves, trouées forestières, forêts claires et sèches (garrigues) et les pelouses, soit en milieu anthropisé ou rudéral tels que les friches industrielles, les terrains vagues, etc., d’où il peut ensuite se propager dans les milieux naturels environnants. L’Ailante glanduleux est classiquement décrit comme une espèce pionnière, profitant des catastrophes naturelles en forêt (tempêtes, insectes défoliateurs, etc.) pour proliférer.
Son caractère rudéral, qui le fait se multiplier sur les friches et en zone urbaine, est considéré comme un atout par des artistes, comme Simon Boudvin et Thierry Boutonnier, et des écologues comme Audrey Muratet et Jacques Tassin. Il aide à la suppression des ilots de chaleur, pousse en milieu acide et absorbe une partie de la pollution (sulfure et mercure). Selon eux, le classement « espèce exotique envahissante » de l’ailante est une catégorisation idéologique, néfaste pour ce précieux bio-indicateur.
Plusieurs espèces de lépidoptères utilisent les feuilles d'Ailante glanduleux pour se nourrir. C'est le cas notamment des espèces de papillons Actias selene et Eurema hecabe. En Amérique du Nord, cet arbre est la plante hôte d'Atteva aurea, mais ce papillon est originaire d'Amérique centrale et du Sud et, à l'origine, utilisait comme hôte d'autres membres de la famille des Simaroubaceae, essentiellement des espèces tropicales. Dans son aire d'origine, A. altissima est associé à au moins 32 espèces d'arthropodes et 13 espèces de champignons. L’Ailante glanduleux semble bien résister à des maladies cryptogamiques.

## Distribution et habitat

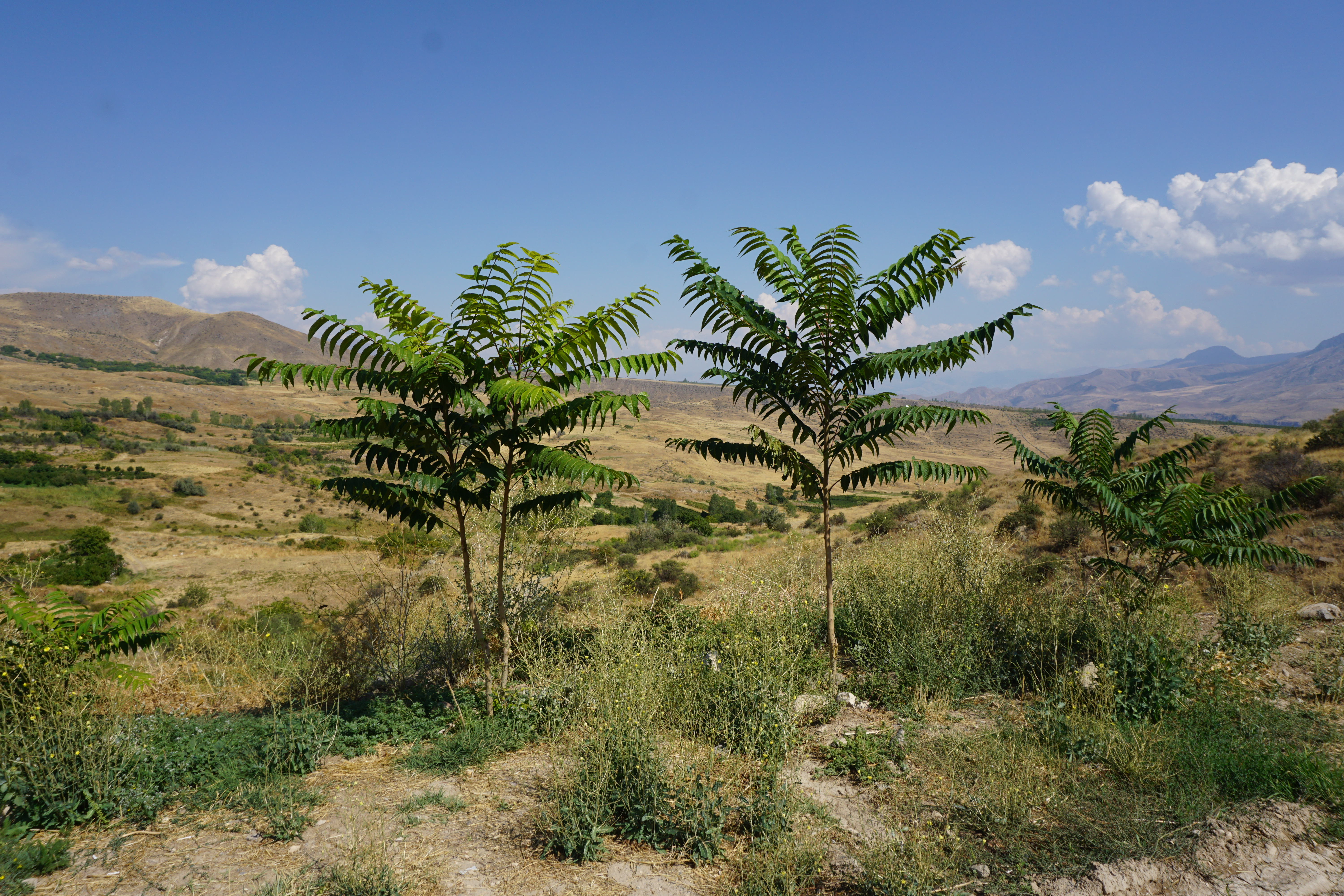
De jeunes Ailantes glanduleux dans un paysage d'Arménie.

A. altissima est originaire du nord et du centre de la Chine, de Taïwan et du nord de la Corée. À Taïwan, il n'existe que sous la variété takanai. En Chine, l'arbre se trouve naturellement dans toutes les provinces sauf le Gansu, le Heilongjiang, Hainan, le Jilin, le Níngxià, le Qinghai, le Xinjiang et le Tibet. Il a cependant été naturalisé au-delà de son aire d'origine dans des régions comme le Qinghai, le Níngxià et le Xinjiang.
C'est une plante opportuniste qui se complaît en plein soleil et dans les friches, préférant les sols humides et argileux mais pouvant s'adapter à une très large gamme de conditions de sol et de valeurs de pH. Cet arbre est résistant à la sécheresse (il a été utilisé pour lutter contre l'érosion autour de la mer Noire et dans les régions montagneuses du Maroc), mais il ne tolère ni les inondations ni l'ombre épaisse (toutefois, les drageons supportent bien mieux l'ombre puisqu'ils sont physiologiquement et nutritionnellement reliés à l'arbre-mère). En Chine, il pousse également sur des sols calcaires. Il pousse dans un large éventail de conditions climatiques. Dans son aire de répartition naturelle, l'arbre se trouve aussi bien sur les hauts plateaux de Taïwan que dans les plaines de la Chine continentale. Aux États-Unis, il est présent dans les régions assez sèches bordant les Grandes Plaines, les régions très humides du sud des Appalaches et les zones froides au pied des montagnes Rocheuses. Le froid prolongé et la neige provoquent son dépérissement mais l'arbre repousse du pied.
Dans le nord de l'Europe, A. altissima n'a été considéré comme s'étant naturalisé dans les villes qu'après la Seconde Guerre mondiale. Cela est dû à la capacité de l'arbre à coloniser des zones de décombres où la plupart des autres plantes ne se développent pas. En outre, le microclimat plus chaud dans les villes offre un habitat plus approprié que les zones rurales environnantes. Par exemple, une étude en Allemagne trouve l'espèce présente dans 92 % des zones densément peuplées de Berlin, dans 25 % de la banlieue et seulement dans 3 % dans les zones situées hors de la ville. Ce n'est pas le cas dans d'autres régions d'Europe où le climat est assez doux pour que l'arbre puisse se développer.
En Amérique du Nord, A. altissima est présent sur la côte est depuis le Massachusetts jusqu'au sud de l'Ontario, du sud-ouest de l'Iowa et du sud du Texas au nord de la Floride. Sur la côte ouest, il est réparti de l'ouest du Nouveau-Mexique à la Californie et à l'État de Washington,. Dans l'est de son aire de répartition, il pousse surtout dans les zones perturbées des villes, où il a été longtemps présent dans les rues arborées,. Il se développe également le long des routes et des chemins de fer. Dans l'ouest de l'Amérique du Nord, il est surtout présent dans les régions montagneuses autour des anciennes habitations et des mines abandonnées,.

## Espèce envahissante

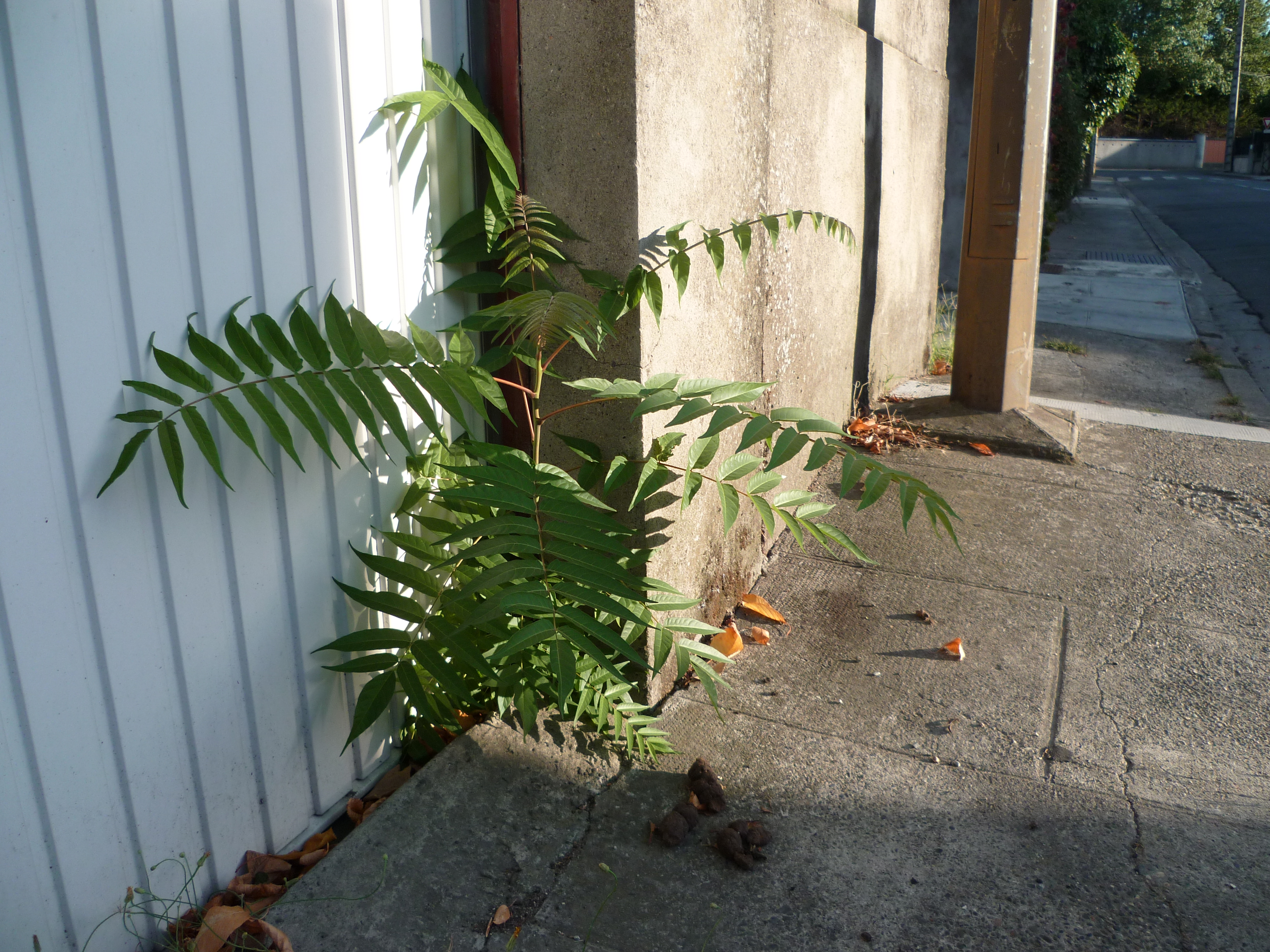
Ailante glanduleux poussant spontanément devant la porte d'un garage.

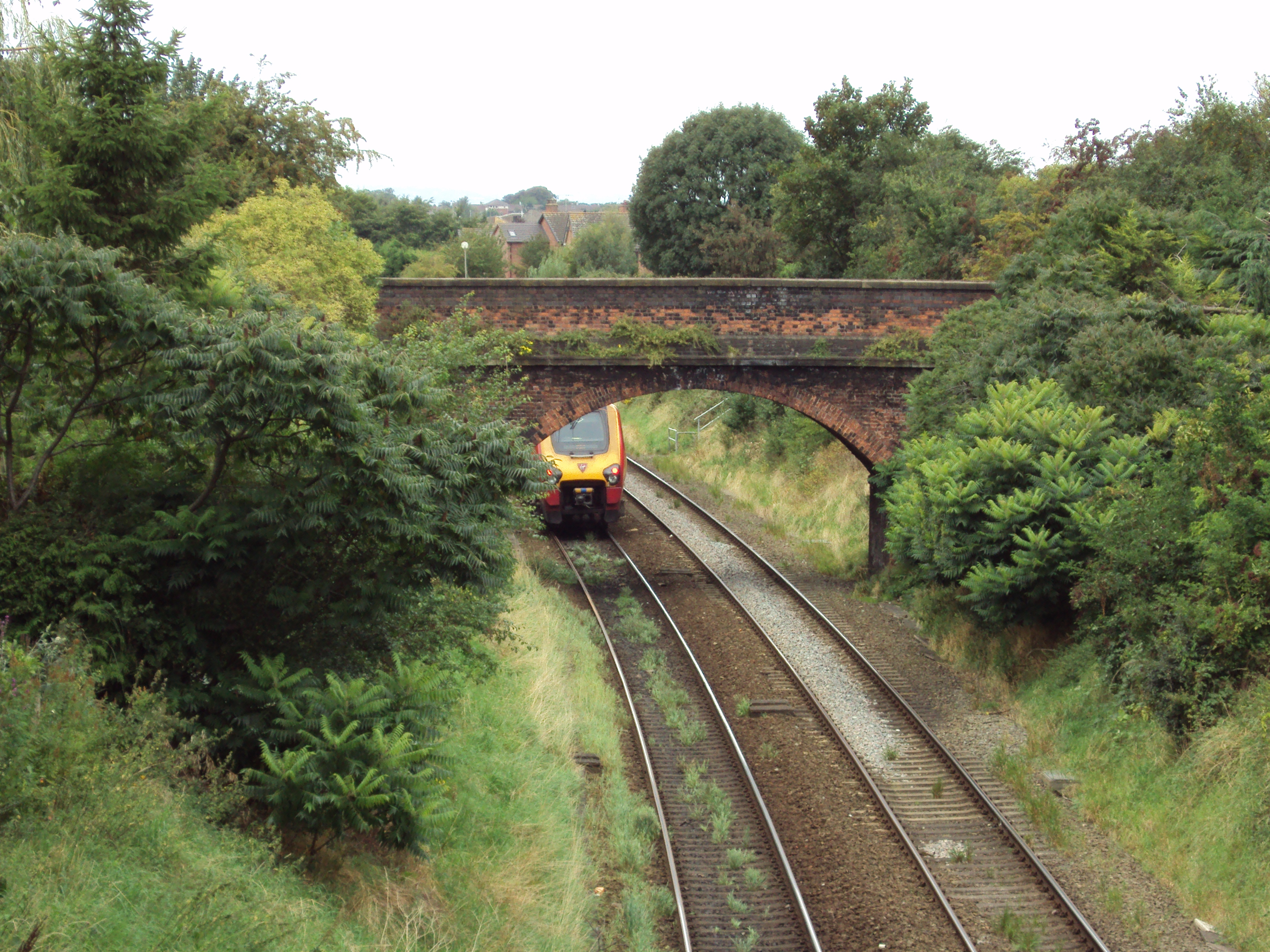
Après son introduction comme arbre ornemental, l'Ailante glanduleux (comme la renouée du Japon) s'est notamment diffusé le long des voies ferrées ou des routes : ici les arbres en boule, à feuillage vert clair, devant le pont à gauche et à droite, en concurrence avec le Sumac vinaigrier (à gauche) qui se distingue par ses fructifications rouges en fuseau et un port plus étalé (Pays de Galles, 2009).

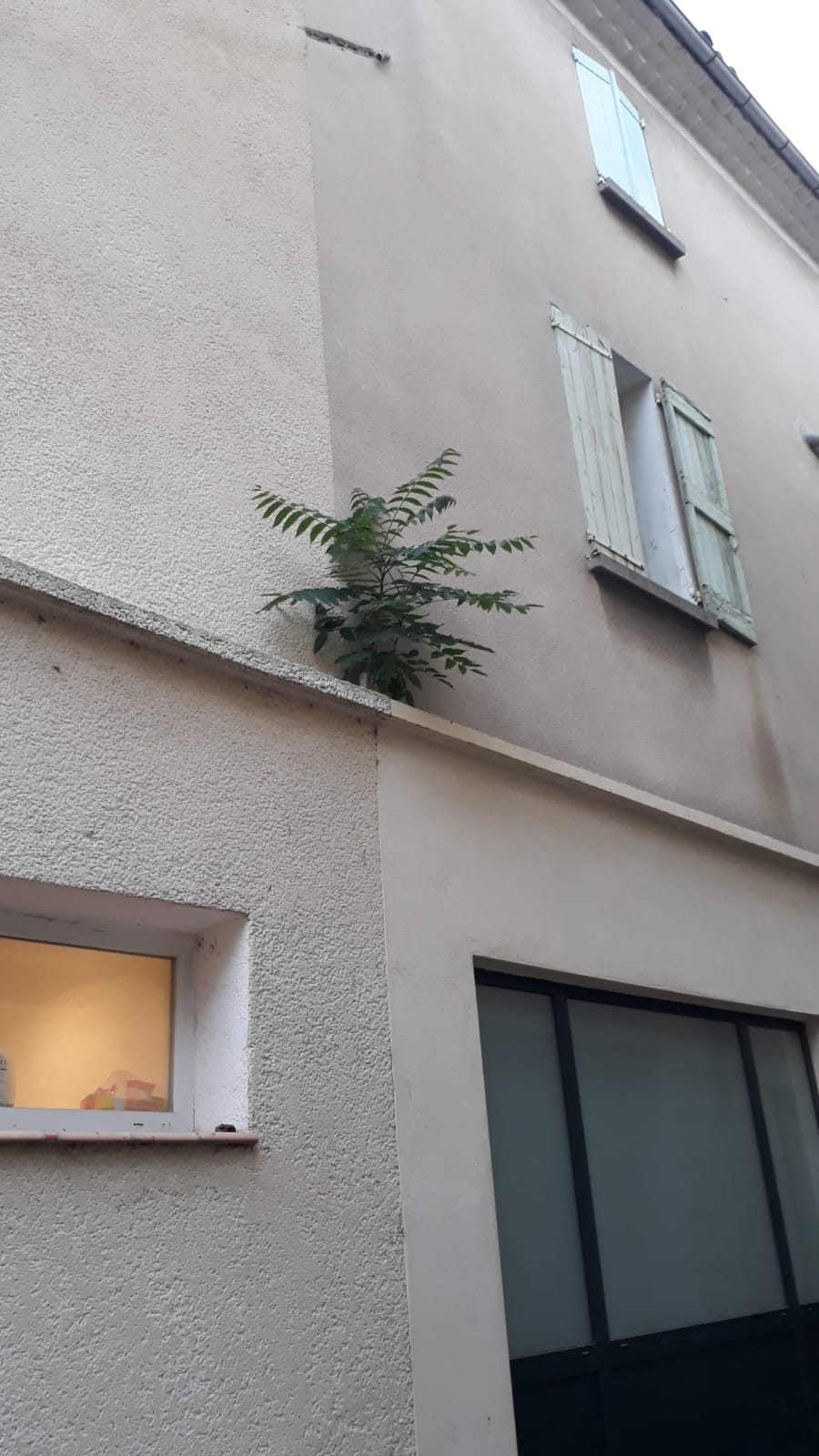
Jeune Ailante glanduleux ayant pris racine en hauteur sur un mur de béton à Manosque (France).

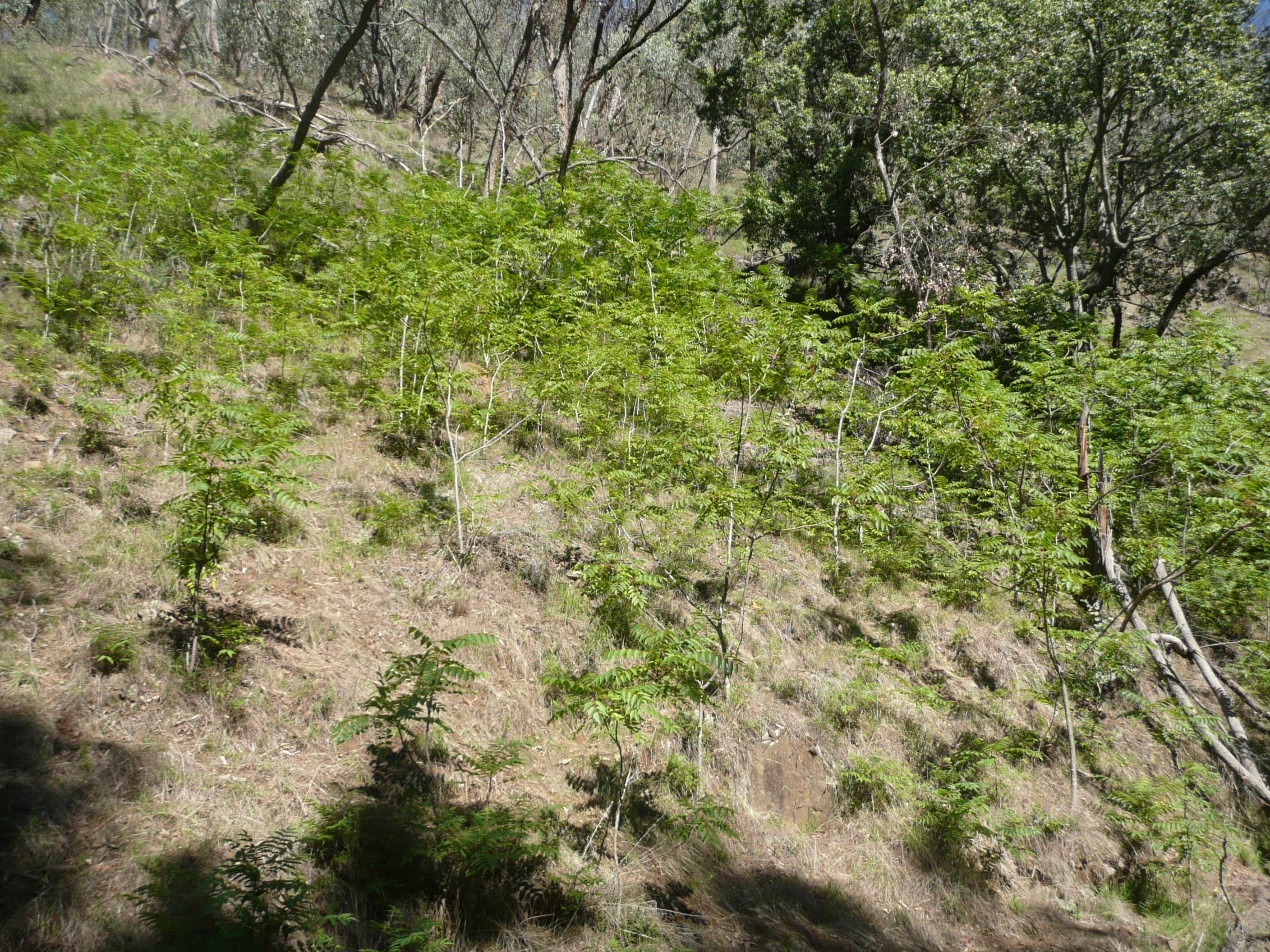
Une plante envahissante... ici en Australie. Propagation par graines.

Dans certains pays, l'Ailante glanduleux est devenu une espèce envahissante en raison de sa capacité à coloniser rapidement des zones perturbées et à entraver la croissance et la régénération des espèces indigènes par effets allélopathiques.
Il est considéré comme une des plantes les plus invasives en Australie, aux États-Unis, en Nouvelle-Zélande et dans plusieurs pays d'Europe méridionale et orientale.
Il a par exemple colonisé des zones naturelles en Hongrie, et est considéré comme une menace pour la biodiversité du parc national d'Aggtelek classé au patrimoine mondial de l'humanité depuis 1995.
Depuis 2019, cette espèce est inscrite dans la liste des espèces exotiques envahissantes préoccupantes pour l’Union européenne. Cela signifie que cette espèce ne peut pas être importée, cultivée, transportée, commercialisée, plantée, ou libérée intentionnellement dans la nature, et ce nulle part dans l’Union européenne.
Dans les années 2010 en Europe occidentale, il est présent notamment en Allemagne, Belgique, France (forêt des Landes, forêt domaniale de la Coubre, côtes méditerranéennes, forêt de Fontainebleau, Marquenterre...) et Grande-Bretagne.
Aux États-Unis, par exemple, une étude réalisée en 2003 en Caroline du Nord trouve qu'il est présent sur 1,7 % des bordures de voies de chemin de fer et de route et qu'il étend son territoire de 4,76 % par an. Une autre étude menée dans le sud-ouest de la Virginie a déterminé qu'il est présent sur environ 30 % des routes principales de l'état. Il envahit parfois les zones non restructurées et entre en concurrence avec les plantes indigènes.
L'arbre repousse aussi vigoureusement quand on le coupe, ce qui rend son élimination difficile et longue. De plus, il produit de nombreuses graines (jusqu'à 300 000 par pied et par an). Dans de nombreuses régions françaises, il a acquis le surnom ironique de « Frêne puant ».

### Conséquences
Ses racines sont également suffisamment agressives pour causer des dommages aux réseaux d'égouts souterrains et aux canalisations enterrées. Le long des autoroutes, cet arbre forme souvent des fourrés denses où seules quelques autres espèces d'arbres sont présentes, ce en grande partie à cause des toxines qu'il produit qui empêchent la concurrence.
Une étude française de 2011 laisse penser que la strate herbacée du sous-bois est « nettement plus pauvre et composée d’espèces plus banales sous A. altissima que sous les autres espèces d’arbres et que la composition floristique est sensiblement différente. En outre, la densité de drageons d’A. altissima dans les aires d’inventaires est significativement négativement corrélée avec la richesse floristique ». Les impacts croisés de la compétition interspécifique et les propriétés allélopathiques d’A. altissima pourraient expliquer ce double phénomène. A. altissima est donc bien une menace pour la biodiversité de la forêt de Fontainebleau et peut-être d'autres forêts urbaines ou péri-urbaines.

### Mesures d'éradication
En raison de la possibilité de l'espèce de devenir envahissante et nuisible, les propriétaires fonciers et d'autres organisations ont souvent recours à diverses méthodes pour maintenir sa population sous contrôle. Par exemple, la ville de Bâle en Suisse dispose d'un programme d'éradication. Les moyens d'éradication peuvent être physiques, thermiques, mécaniques, biologiques ou chimiques. Une combinaison de plusieurs d'entre eux peut être plus efficace, mais ils doivent bien sûr être compatibles. Tous ont des aspects positifs et négatifs, mais le traitement le plus efficace est généralement l'utilisation d'un mélange de produits chimiques et le contrôle physique. Il consiste dans l'application d'herbicides foliaires ou racinaires afin de tuer les arbres existants, associée à une extraction à la main ou à la tonte des semis en vue de prévenir la croissance de nouveaux individus,.

#### Méthodes physiques

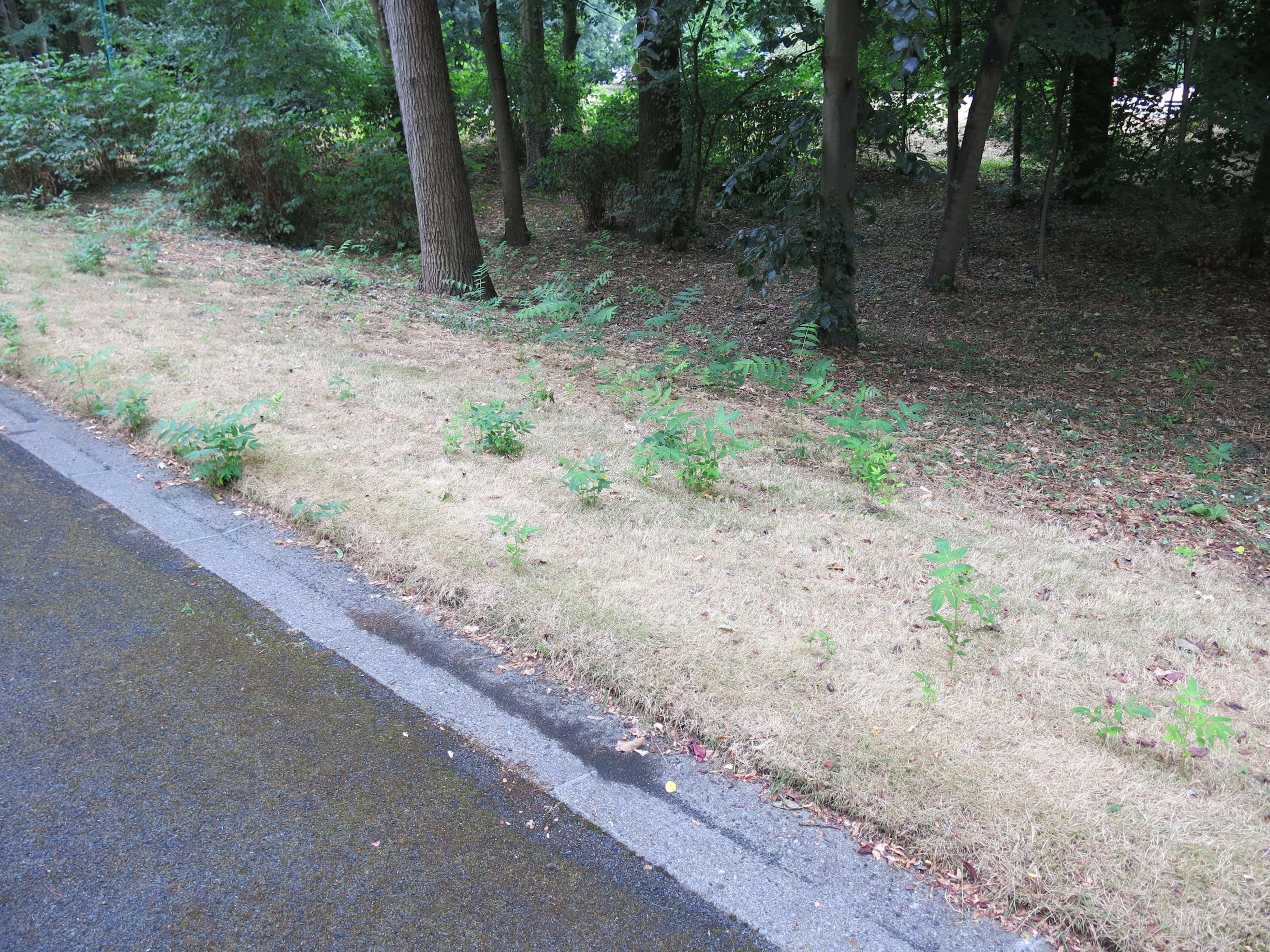
De nombreux rejets repartent des racines après un débroussaillage.

Les germinations de l'année et les jeunes individus peuvent être facilement arrachés après une période de pluie, il faut cependant faire attention à retirer l'ensemble des racines pour éviter la repousse. La coupe est par contre très peu efficace si elle est réalisée sans suivi, l'Ailante glanduleux repoussant vigoureusement. Pour les arbres les plus âgés, il est possible d'utiliser la méthode du cerclage qui consiste à détruire l'écorce et le cambium tout autour de la tige. Enfin, il est possible de brûler à l'aide d'un engin tel qu'une lampe à souder la base des troncs des jeunes arbres. Cependant, cette technique n'est pas souhaitable, car l'appareil racinaire n'ayant pas brûlé, l'Ailante glanduleux peut toujours repartir, et cette technique est un risque pour la biodiversité du milieu.

#### Méthodes biologiques
Les méthodes biologiques ne sont pas très efficaces. En effet, la consommation par les animaux sauvages est encore largement inconnue, seuls quelques insectes mangent les feuilles et les tiges de l’Ailante glanduleux ; leur utilisation à des fins de lutte biologique n’est en 2009 pas envisageable dans la mesure où aucune expérience n’a été réalisée. Les animaux introduits pour lutter contre l’Ailante préfèrent d'ailleurs consommer d’autres espèces plus appétantes. De plus, les caractéristiques physiologiques de l’Ailante glanduleux et en particulier sa vitesse de croissance font qu’il n’est pas envisageable de compter sur son élimination par une compétition avec d’autres espèces autochtones.
Cependant, en 2008, en Pennsylvanie, un flétrissement sur certains Ailantes glanduleux a été observé. Plus de 8 000 Ailantes glanduleux de la région sont morts de cette « nouvelle » maladie. Le champignon Verticillium albo-atrum a été identifié comme agent potentiel, responsable de la jaunissure ou verticilliose.
Une méthode expérimentale qui semble fonctionner efficacement, est l'incorporation à l'intérieur du tronc, après une coupe, d'une petite quantité de gros sel. Cette méthode provoque une sorte de stérilisation et la mort de l'ensemble de la plante (pied principal et rejets).

#### Méthodes chimiques
L’avantage de ces méthodes est qu’elles agissent également sur les racines, si un herbicide systémique est utilisé. La meilleure époque de traitement est la pleine période de croissance, lorsque les feuilles sont totalement étalées et qu’elles synthétisent de nombreux composés qui sont entreposés dans les racines. Cette période s’étale de mi-juin à mi-août. Les différents herbicides susceptibles d’être utilisés ont comme substances actives le glyphosate, le sulfosate ou le triclopyr.

## L'Ailante glanduleux et l'Homme

### Histoire
L'Ailante glanduleux était cultivé intensivement au XIXe siècle en Chine et à l'étranger comme plante-hôte pour le Bombyx de l'ailante, un papillon de nuit utilisé pour la production d'une soie peu raffinée mais résistante appelée notamment ailantine.
Les premières introductions de A. altissima dans des pays situés hors de son aire d'origine ont été faites dans les zones sud de la Corée ainsi que vers le Japon, au cours de la période historique récente. Il se pourrait toutefois que l'arbre soit originaire de ces régions, mais il est généralement admis que l'arbre y a été introduit de façon très précoce. En Chine même, il a également été naturalisé au-delà de son aire d'origine dans des régions comme le Qinghai, le Ningxia et le Xinjiang.
Il a été introduit de Chine en Europe par l'intermédiaire de Chéron d'Incarville qui, en 1743, fit parvenir par caravane les premières graines de cet arbre en provenance de la région de Pékin jusqu'à Paris.
Il fut l'un des premiers arbres importés en Occident à une époque où les chinoiseries dominaient les arts européens, et a d'abord été considéré comme un sujet magnifique pour les jardins. Toutefois, l'enthousiasme a vite diminué lorsque les jardiniers ont pris conscience de sa tendance à donner des drageons et de son odeur nauséabonde. Malgré cela, il a été largement utilisé comme un arbre de rue pendant une bonne partie du XIXe siècle. En dehors de l'Europe et des États-Unis, l'espèce a été mise en place dans de nombreuses autres régions au-delà de son aire d'origine.
En 1784, quelques graines ont été transmises aux États-Unis à William Hamilton, un jardinier de Philadelphie. En Europe et en Amérique, A. altissima est rapidement devenu un arbre d'ornement apprécié, en particulier en bordure de rue, et en 1840, il était disponible dans la plupart des pépinières,. L'arbre a été introduit séparément en Californie dans les années 1890 par des immigrants chinois venus pendant la ruée vers l'or en Californie. Il a échappé à tout contrôle de culture dans toutes les régions où il a été introduit, surtout aux États-Unis. Il s'est naturalisé dans presque toute l'Europe, comme en Europe occidentale où il est présent en Grande-Bretagne, Belgique, France (forêt de Fontainebleau, Marquenterre, côtes méditerranéennes) et Allemagne, Autriche, Suisse, en Pannonie (sud de l'Europe depuis l'Italie et la Hongrie jusqu'en Bosnie-Herzégovine) et dans la plupart des pays du bassin méditerranéen. L'Ailante a également été introduit en Argentine, en Australie (où il a été classé comme espèce envahissante en Nouvelle-Galles du Sud et au Victoria), en Nouvelle-Zélande (où il est répertorié par l'Accord national de lutte antiparasitaire des végétaux comme plante « indésirable »), au Moyen-Orient et dans certains pays d'Asie du Sud tels que le Pakistan.

### Utilisations

#### Arbre d'ornement

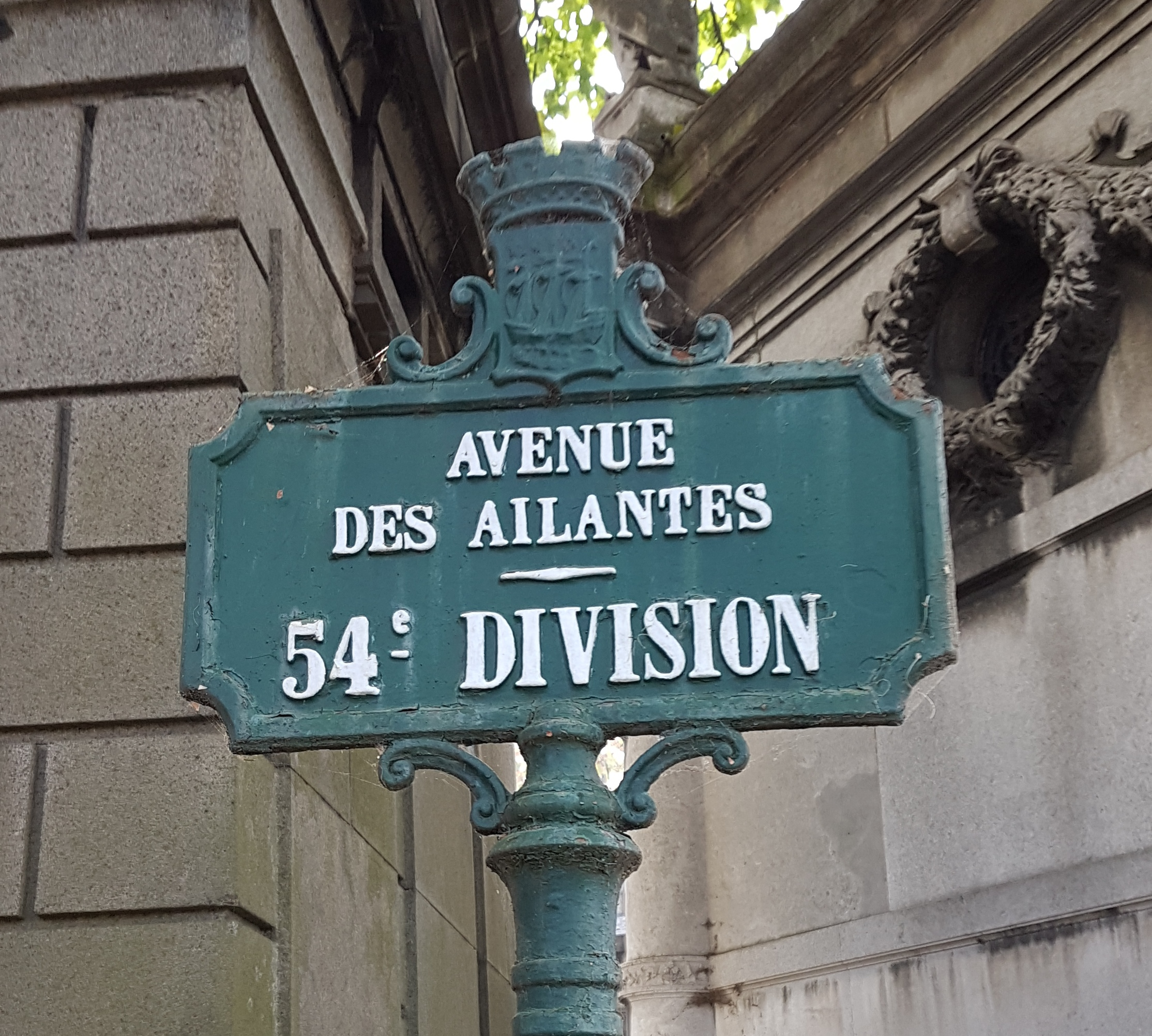
Dans le cimetière du Père Lachaise à Paris, l'avenue autrefois plantée de ces arbres.

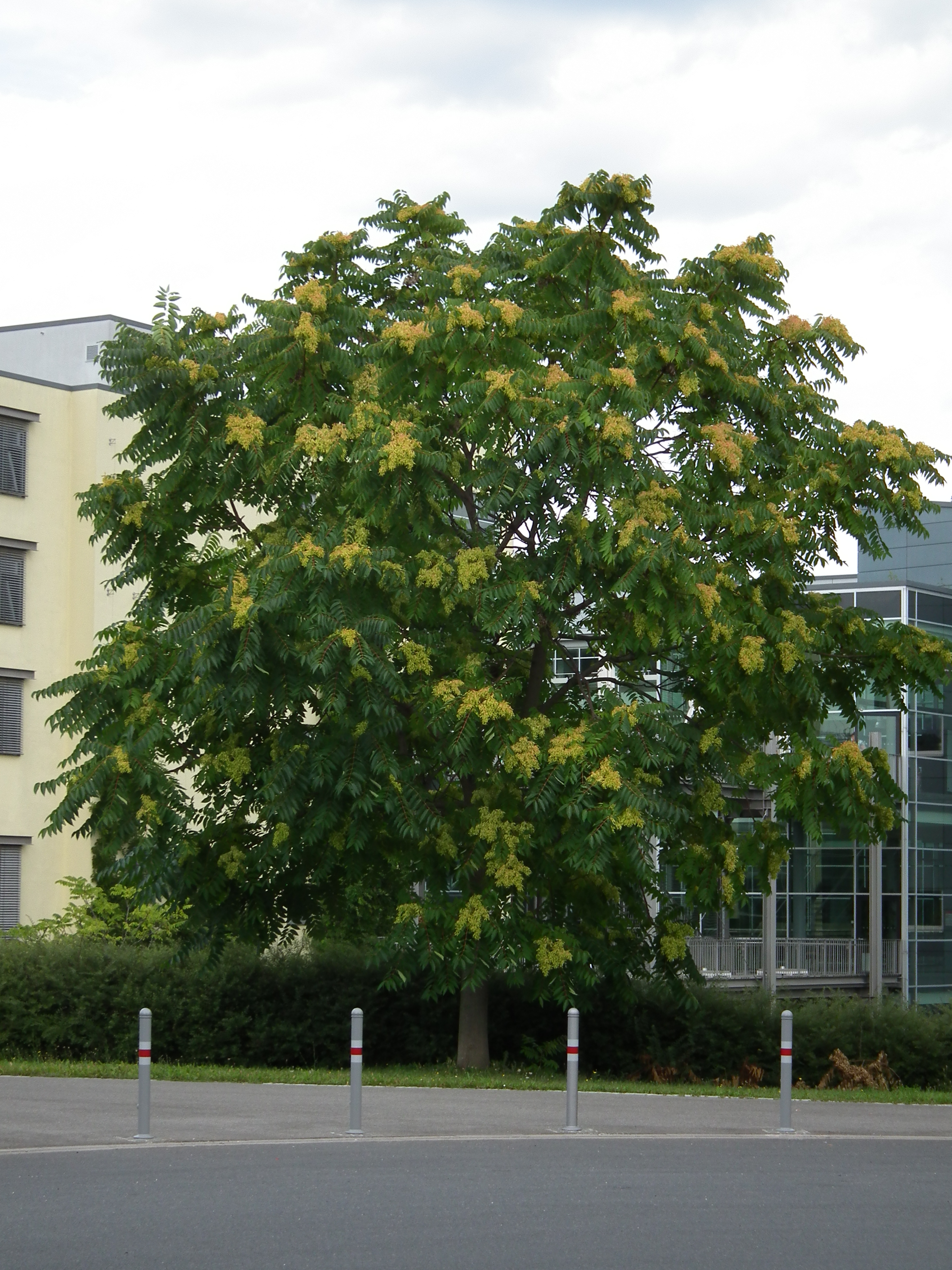
Ailante glanduleux adulte, pied femelle planté en ville, portant des graines immatures.

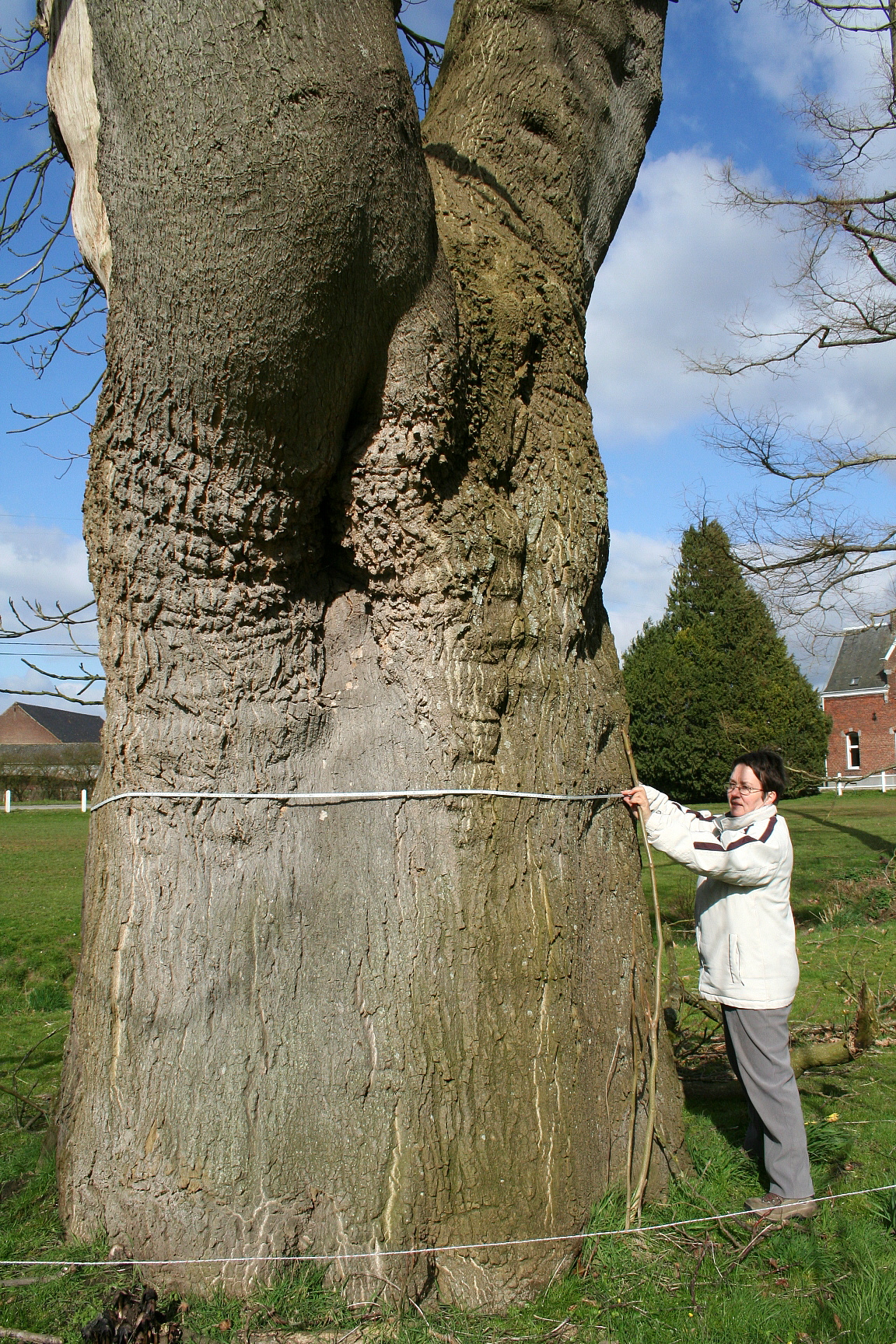
Un Ailante glanduleux particulièrement âgé, planté dans un parc privé en Belgique.

L'Ailante glanduleux est un arbre d'ornement apprécié en Chine et exploité pour sa tolérance à des conditions de croissance difficiles.
En Europe, après sa découverte, il est la « coqueluche des jardins à la mode ». Le baron Haussmann l'utilise intensément comme arbre d’alignement. Populaire en Europe et en Amérique du Nord au XIXe siècle, sa popularité a chuté par la suite, en particulier aux États-Unis, en raison de ses tendances envahissantes et colonisatrices, mais également l'odeur désagréable de ses fleurs. La plantation d'individus femelle, ne dégageant pas d'odeur, règle ce problème. Michael Dirr, un célèbre horticulteur américain et professeur à l'Université de Géorgie, rapporte en 1982 les propos d'un pépiniériste n'ayant pas pu trouver d'acheteurs pour ses plants :

« Dans la plupart des aménagements paysagers, il n'a pas de valeur car il y a beaucoup trop d'espèces d'arbres de qualité supérieure, sauf à le faire pousser dans des conditions impossibles. Il faudrait faire une sélection pour ne garder que ceux ayant un port élégant, un bois solide et un feuillage attrayant, ce qui rendrait l'arbre plus intéressant ; j'ai parlé une fois avec un architecte qui voulait acheter des Ailantes pour les utiliser le long de routes polluées, mais il n'a pas pu trouver d'approvisionnement suffisant […]
Michael A. Dirr ; Manuel des plantes ornementales ligneuses »

En Europe, cependant, l'arbre reste encore un peu utilisé dans les jardins car il n'est généralement pas aussi envahissant qu'en Amérique. Au Royaume-Uni, sa présence est particulièrement courante dans les squares, les rues et les parcs de Londres, mais également dans les jardins du sud et de l'est de l'Angleterre. Il devient peu fréquent dans le nord, se trouvant rarement dans le sud de l'Écosse. Il est également presque absent en Irlande. En Allemagne, il se voit souvent planté dans les jardins. Au cours des années, l'arbre a peu à peu perdu sa popularité en Occident car il a une durée de vie courte et le tronc devient vite creux ; ceci rend les arbres de plus de cinquante centimètres de diamètre instables par vents violents.
Quelques cultivars existent, mais ils ne sont pas souvent vendus à l'extérieur de la Chine :
- ‘Hongye’, dont le nom est chinois et signifie « feuilles rouges », pour l'attrayant feuillage rouge vif[57] ;
- ‘Thousand Leaders’[57] ;
- ‘Metro’, cultivar mâle avec une couronne plus resserrée que de coutume et une moindre tendance à être envahissant[58] ;
- ‘Erythrocarpa’, aux fruits d'un rouge vif[58] ;
- ‘Pendulifolia’, aux feuilles beaucoup plus longues et pendant élégamment[58].

#### Bois

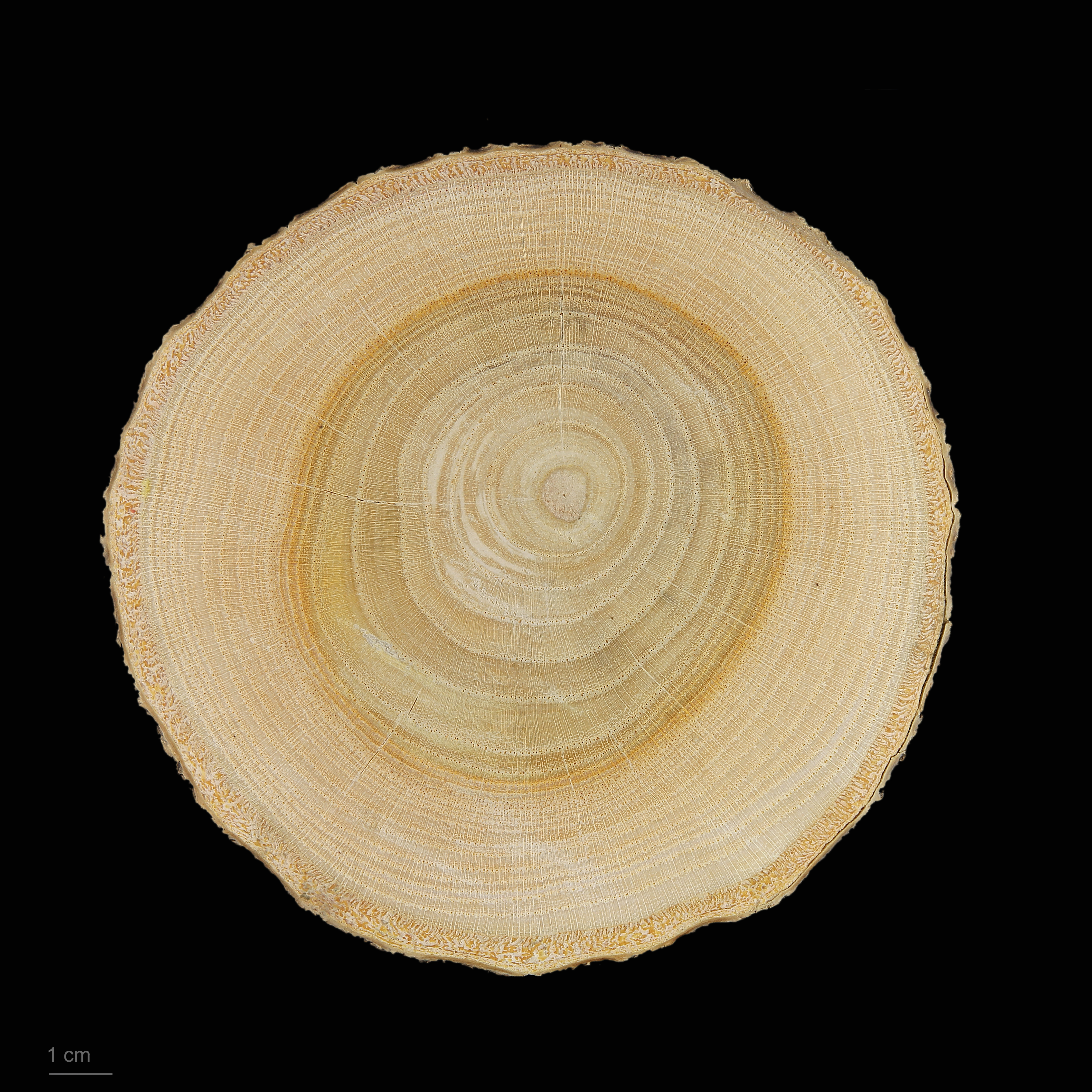
Coupe - Muséum de Toulouse

Le bois jaune pâle, à grain fin et satiné de cette espèce a été utilisé en ébénisterie. Il est souple et bien adapté à la fabrication de cocottes à vapeur utilisées dans la cuisine chinoise pour la cuisson des mantous, des pâtisseries et du riz. La province de Zhejiang en Chine orientale est la plus célèbre pour la production de ces cocottes. Bien que son pouvoir calorifique soit mauvais, il est également considéré comme une bonne source de bois de chauffage dans une grande partie de son domaine car, même s'il est lourd et modérément dur, il est facilement accessible.
Son utilisation comme bois d'œuvre pose cependant des problèmes. En effet, en raison de sa croissance initiale rapide, le tronc présente des différences de texture entre centre et périphérie, et le bois a tendance à vriller ou à fendre au séchage. Des techniques de séchage ont été développées pour éviter cette fissuration, lui permettant d'être exploité commercialement. Bien que les arbres vivants aient tendance à être très flexibles, le bois est très dur une fois bien séché.
Le bois d’A. altissima est hétérogène, jaune verdâtre, sans aubier distinct, ressemblant beaucoup au frêne, mais plus tendre et plus léger. Les cernes sont distincts, le grain est plutôt grossier et le fil est droit. Les zones poreuses sont assez larges et sont constituées de 3 à 4 rangées de gros vaisseaux. Les rayons ligneux sont épais et visibles à l’œil nu en section transversale. Ils forment une petite maillure en coupe radiale (sur quartier). La masse volumique moyenne est de 550 à 650 kg/m3 à 12 %. Le retrait total est plutôt faible et le bois est peu nerveux.
Le bois n'est pas durable et l'aubier est susceptible d'être attaqué par le lyctus. Enfin il est bien moins résistant que le frêne du point de vue mécanique, il est notamment plus fissile et plus sensible aux chocs. Il peut donc servir de substitut au frêne dans les cas qui n'exigent pas de hautes performances mécaniques.

#### Lutte contre l’érosion
En lien avec le développement du chemin de fer, il a été planté abondamment pour retenir les talus et lutter contre l’érosion. Ceci explique sa prolifération aujourd’hui dans les gares et zones de triage.

#### Usages médicinaux
Les racines, les feuilles et l'écorce sont encore utilisées au XXIe siècle dans la médecine chinoise traditionnelle, principalement comme astringent.
Une des plus anciennes recettes, enregistrée dans un ouvrage datant de 732 apr. J.-C., était employée dans le traitement de la maladie mentale. Elle utilisait un mélange de racines d'Ailante glanduleux hachées, d'urine de jeunes garçons et de haricots noirs fermentés. Après avoir laissé reposer pendant une journée, le liquide était filtré puis donné à boire au patient pendant plusieurs jours.
Une autre source datant de 684 apr. J.-C., à l'époque de la dynastie Tang et inscrite dans le Compendium de Médecine de Li Shizhen, stipule que l'absorption de feuilles provoque incohérence et somnolence, tandis qu'une application externe permet de traiter efficacement les furoncles, les abcès et le prurit. Une autre recette enregistrée par Li utilise les feuilles pour traiter la calvitie. La formule demande de broyer ensemble de jeunes feuilles d'Ailante glanduleux, de Catalpa et de Pêcher, et d'appliquer le liquide obtenu sur le cuir chevelu pour stimuler la croissance des cheveux.
L'écorce séchée est encore considérée comme un médicament et est répertoriée dans la pharmacopée chinoise moderne sous le nom de chun bai pi (chinois : 椿白皮 ; pinyin : chūnbáipí), ce qui signifie « écorce blanche de toona »[réf. nécessaire]. Des travaux récents, en 2001, traitent en détail de ce sujet, discutant des constituants chimiques, de l'identification du produit et de ses utilisations pharmaceutiques. L'écorce est préparée après abattage de l'arbre à l'automne ou au printemps, décortication, grattage des parties les plus dures des parties les plus externes. Celles-ci sont ensuite séchées au soleil, mises à tremper dans de l'eau, partiellement ré-séchées dans un panier et, enfin, coupées en lanières. Elle est censée avoir des propriétés antipyrétiques et astringentes et devoir être principalement utilisée pour traiter les dysenteries, les rectorragies, les ménorragies et l'éjaculation spontanée. Il est prévu d'utiliser des quantités comprises entre 4 et 10 grammes afin de ne pas empoisonner les patients. Le compendium de Li donne 18 recettes faisant appel à l'utilisation de l'écorce. Des chimistes asiatiques et européens ont trouvé une justification à son utilisation médicale, cette écorce contenant une grande variété de produits chimiques actifs comme la quassine et des saponines, ainsi que de l'ailanthone, le produit chimique allélopathique de cet arbre, qui est un antipaludéen. L'écorce est disponible dans la plupart des magasins spécialisés dans la médecine traditionnelle chinoise. Une teinture d'écorce de racine a été utilisée avec succès dans le traitement des palpitations, de l'asthme et de l'épilepsie.
Les samares sont également utilisées dans la médecine chinoise moderne sous le nom de feng yan cao (chinois : 凤眼草 ; pinyin : fèngyǎncǎo), ce qui signifie « œil de palmier ». Elles sont utilisées comme agent hémostatique, dans l'éjaculation spontanée et pour le traitement des rectorragies et des hématuries. Leur efficacité pour traiter la trichomonase, l'infection vaginale causée par le protozoaire Trichomonas vaginalis a été prouvée cliniquement. En Occident, un extrait d'écorce vendu sous le synonyme d’A. glandulosa est parfois utilisé en phytothérapie pour le traitement de différentes affections, dont le cancer.
Des preuves anecdotiques suggèrent la légère toxicité de la plante. Les odeurs nauséabondes sont associées à des nausées et des maux de tête, ainsi qu'à une dermite de contact signalée à la fois chez des humains et des moutons, qui développent également une faiblesse et une paralysie. La plante contient en effet une quinone irritante, la 2,6-diméthoxybenzo quinone, ainsi que des quassinoïdes (comme l'ailanthone) pouvant provoquer de tels effets. Mais il reste difficile, voire impossible, de reproduire ces symptômes chez les humains et les chèvres. Lors d'une expérimentation médicale, une teinture à base de fleurs et de feuilles a provoqué des nausées, des vomissements et un relâchement musculaire.

#### Soie

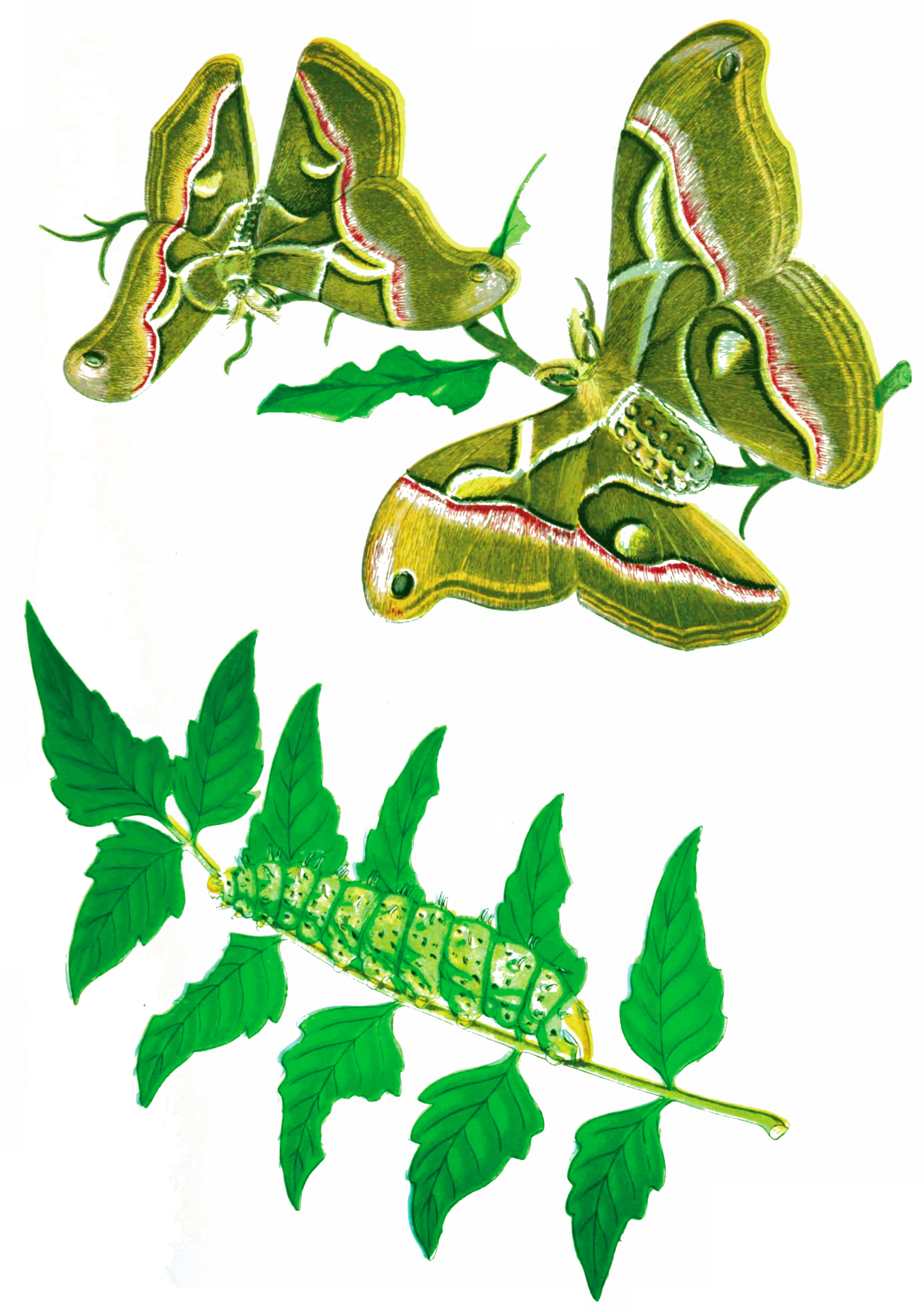
Bombyx de l'ailante : deux papillons adultes et une chenille sur une feuille d'Ailante.

L'Ailante glanduleux est l'hôte d'un papillon, le bombyx de l'ailante, dont la chenille se nourrit de ses feuilles. Le cocon de celle-ci est utilisé en Chine pour produire une soie peu raffinée, mais résistante, prisée en Asie pour les vêtements de travail. « Un linge grossier de couleur grise supportant parfaitement le lavage » comme la décrit François-Xavier Dentrecolles missionnaire en Chine à la fin du XVIIIe siècle. Cette soie, qui ne peut être teinte, reste connue sous les noms de « ailantine », « soie pongée » ou « soie de Shantung » ; ce dernier nom est dérivé de la province de Shandong en Chine, où elle est souvent produite, notamment dans la région de Yantai.
Le papillon est introduit aux États-Unis et en Europe. Dès 1856 des milliers d'arbres sont plantés, les ailanteraies gagnent la vallée du Rhône, les Cévennes, et le nord de l'Italie, extension qui bénéficie de la catastrophe causée par la maladie des vers à soie,. L'ailantine ne connait pas alors en Europe le succès escompté, car le brin moins fin ne peut servir qu'à la fabrication de tissus de qualité inférieure ; de plus, les chenilles sont consommées par les oiseaux et autres prédateurs. La reprise du commerce du coton après la guerre de Sécession et l'invention de la viscose sont aussi les facteurs qui signent l'arrêt de la production de l'ailantine.

### Dans l'art
En plus de ses diverses utilisations matérielles, l'Ailante glanduleux fait partie de la culture chinoise depuis des siècles et a obtenu depuis le XXe siècle un statut similaire en Occident.

#### Chine
Dans la littérature chinoise, l'Ailante glanduleux est souvent utilisé pour deux métaphores assez différentes : l'arbre mature représentant un père, le rejet un enfant gâté. Ainsi, il est possible de présenter ses vœux aux parents d'un ami en écrivant « souhaitant à votre Ailante et votre hémérocalle santé et bonheur », l'Ailante étant une allusion au père et l'hémérocalle à la mère. En outre, un enfant peut être grondé en l'appelant « rejet d'Ailante bon à rien » ce qui signifie que l'enfant est « mal élevé ». Cela découle de l'œuvre littéraire de Tchouang-tseu, un philosophe taoïste, qui parlait d'un arbre qui s'était développé à partir d'une souche et était impropre à la menuiserie en raison de sa forme irrégulière. Plus tard, les spécialistes du philosophe ont associé cet arbre à l'Ailante glanduleux et appliqué la métaphore aux enfants qui, comme les rejets de souche de l'arbre, ne deviendront pas des adultes respectables s'ils ne suivent pas les règles ou les traditions de la communauté. « Inutile, libre, grand, généreux » Tchouang-tseu évoquait ces traits de l’ailante (樗) pour illustrer sa philosophie Tao.

#### États-Unis
En 1943, un livre de Betty Smith A Tree Grows in Brooklyn utilise l'Ailante glanduleux comme métaphore centrale, en utilisant sa capacité à prospérer dans un environnement difficile. Aux XXe et XXIe siècles, A. altissima est un arbre commun dans les friches urbaines, :

« Il y a un arbre qui pousse à Brooklyn. Certaines personnes l'appellent l'arbre du ciel. Peu importe où la graine tombe, elle donne un arbre qui s'efforce d'atteindre le ciel. Elle pousse dans les friches clôturées de planches et les tas d'ordures abandonnés. Elle sort des grilles de caves. C'est le seul arbre qui pousse dans le ciment. Il devient luxuriant... survit sans soleil, sans eau et, apparemment, sans terre. Il serait beau, s'il n'y en avait pas trop. »

— Betty Smith, Le Lys de Brooklyn, 1943, Introduction.
L'Ailante glanduleux est aussi parfois surnommé « l'arbre de l'enfer » en raison de son caractère envahissant et de la difficulté à l'éradiquer,. Dans certaines régions des États-Unis, l'espèce se voit surnommée le « palmier des ghettos » (the ghetto palm) en raison de sa propension à pousser dans les conditions inhospitalières comme celles rencontrées dans les zones urbaines et dans les propriétés abandonnées ou mal entretenues,.
Jusqu'au 26 mars 2008, un arbre de 18 m de haut était l'une des pièces maîtresses du jardin de sculptures du Musée Noguchi dans le quartier du Queens à New York. L'arbre est épargné par le sculpteur Isamu Noguchi quand, en 1975, il achète le bâtiment (qui deviendra en 1985 le musée) et nettoie l'arrière du bâtiment. L'arbre est alors le seul restant dans la cour et le personnel avait l'habitude de venir déjeuner dessous avec Noguchi. « Dans un certain sens, le jardin de sculptures a été conçu autour de l'arbre » a expliqué un jour un ancien assistant de Noguchi, Bonnie Rychlak, qui est devenu plus tard le conservateur du musée. En 2008, le vieil arbre dépérit et menace de s'écraser sur le bâtiment qui est sur le point de subir une rénovation majeure. Le musée charge le Detroit Tree of Heaven Woodshop, un collectif d'artistes, d'utiliser le bois pour faire des bancs, sculptures et autres installations dans et autour du bâtiment. Les cernes de l'arbre sont alors comptées et son âge estimé à 75 ans. Les responsables du musée espérent un temps une possible repousse à partir du pied.

#### Europe
A. altissima, malgré ses nombreux défauts (odeur désagréable de son feuillage froissé, bois cassant sans valeur, fort pouvoir allergisant de sa sève, et un miel fabriqué à partir de son nectar qui sent l’urine de chat), est devenu un élément du paysage arboré européen.
Ingo Vetter, un artiste allemand, professeur des beaux-arts à l'Université d'Umeå en Suède, influencé par l'image de « palmier des ghettos » de l'arbre, en a importé un vivant venant de Détroit pour une foire internationale d'art appelée Shrinking Cities à l'Institut d'art contemporain Kunst-Werke à Berlin en 2004,.